# Liste der Kulturdenkmale in Werdau
Die Liste der Kulturdenkmale in Werdau enthält die Kulturdenkmale der Stadt Werdau, welche zusammen mit den Ortsteilen Königswalde, Langenhessen, Leubnitz und Steinpleis die Gemeinde Werdau bilden.
Diese Liste gehört zusammen mit den Listen der Ortsteile Königswalde, Langenhessen, Leubnitz und Steinpleis zu den Kulturdenkmalen im Landkreis Zwickau und ist eine Teilliste der Liste der Kulturdenkmale in Sachsen.

## Legende
- Bild: Bild des Kulturdenkmals, ggf. zusätzlich mit einem Link zu weiteren Fotos des Kulturdenkmals im Medienarchiv Wikimedia Commons. Wenn man auf das Kamerasymbol klickt, können Fotos zu Kulturdenkmalen aus dieser Liste hochgeladen werden:
- Bezeichnung: Denkmalgeschützte Objekte und ggf. Bauwerksname des Kulturdenkmals
- Lage: Straßenname und Hausnummer oder Flurstücknummer des Kulturdenkmals. Die Grundsortierung der Liste erfolgt nach dieser Adresse. Der Link (Karte) führt zu verschiedenen Kartendiensten mit der Position des Kulturdenkmals. Fehlt dieser Link, wurden die Koordinaten noch nicht eingetragen. Sind diese bekannt, können sie über ein Tool mit einer Kartenansicht einfach nachgetragen werden. In dieser Kartenansicht sind Kulturdenkmale ohne Koordinaten mit einem roten bzw. orangen Marker dargestellt und können durch Verschieben auf die richtige Position in der Karte mit Koordinaten versehen werden. Kulturdenkmale ohne Bild sind an einem blauen bzw. roten Marker erkennbar.
- Datierung: Baubeginn, Fertigstellung, Datum der Erstnennung oder grobe zeitliche Einordnung entsprechend des Eintrags in der sächsischen Denkmaldatenbank
- Beschreibung: Kurzcharakteristik des Kulturdenkmals entsprechend des Eintrags in der sächsischen Denkmaldatenbank, ggf. ergänzt durch die dort nur selten veröffentlichten Erfassungstexte oder zusätzliche Informationen
- ID: Vom Landesamt für Denkmalpflege Sachsen vergebene, das Kulturdenkmal eindeutig identifizierende Objekt-Nummer. Der Link führt zum PDF-Denkmaldokument des Landesamtes für Denkmalpflege Sachsen. Bei ehemaligen Kulturdenkmalen können die Objektnummern unbekannt sein und deshalb fehlen bzw. die Links von aus der Datenbank entfernten Objektnummern ins Leere führen. Ein ggf. vorhandenes Icon  führt zu den Angaben des Kulturdenkmals bei Wikidata.

## Kulturdenkmale in Werdau (Stadt)
| Bild                                    | Bezeichnung                                                              | Lage                                                    | Datierung                           | Beschreibung | ID       |
| --------------------------------------- | ------------------------------------------------------------------------ | ------------------------------------------------------- | ----------------------------------- | --- | -------- |
| Direkt Bild zu diesem Denkmal hochladen | Wohnhauszeile                                                            | Alexander-von-Humboldt-Straße 1; 3; 5; 7; 9; 11 (Karte) | um 1920                             | Wohnhauszeile, bestehend aus sechs Mietshäusern in geschlossener Bebauung (bauliche Einheit mit Ziegelstraße 10 und 12); einheitlich gestaltete Häuserzeile von städtebaulichem Wert, Anklänge an den Reformstil der Zeit um 1910, Alle Sockel als Schichtenmauerwerk, verputzt, Treppenhäuser schlichte Gestaltung, Nummer 11 Eckhaus zur Ziegelstr., erbaut von Gemeinnütziger Baugesellschaft. | 09243250 |
| Direkt Bild zu diesem Denkmal hochladen | Schule                                                                   | Alexander-von-Humboldt-Straße 2 (Karte)                 | 1889                                | ehemals Volks- und Mädchenschule; baugeschichtlich und ortsgeschichtlich von Bedeutung, repräsentatives Gründerzeitgebäude, Klinkerfassade, breitgelagerter repräsentativer Bau, Haus-Nummer 4 Schulturnhalle im rückwärtigen Bereich (Turnhallen-Neubau, kein Denkmal) | 09243249 |
| Weitere Bilder                          | Brunnen                                                                  | Am Stadtpark (Karte)                                    | um 1900                             | Brunnen; mit Überdachung im »Schweizer Stil«, singuläre Anlage; Ziegelwand mit Überdachung, Dach auf Holzstützen. | 09243381 |
| Direkt Bild zu diesem Denkmal hochladen | Mietshaus                                                                | Am Stadtpark 2 (Karte)                                  | um 1925                             | Mietshaus in Ecklage; baugeschichtlich von Bedeutung, im Reformstil der Zeit nach 1910, Dekor teilweise im Art-déco-Stil der 1920er Jahre. | 09243382 |
| Direkt Bild zu diesem Denkmal hochladen | Wohnhaus                                                                 | Am Stadtpark 34 (Karte)                                 | 1913                                | Wohnhaus in halboffener Bebauung (bauliche Einheit mit Nr. 36 und 38); zeittypischer Putzbau im Reformstil der Zeit um 1910, in gutem Originalzustand, baugeschichtlich von Bedeutung, Putzgliederungen, Lisenen, Balkon, Erker, Mansarddach, Dacherker | 09243387 |
| Direkt Bild zu diesem Denkmal hochladen | Wohnhaus                                                                 | Am Stadtpark 36 (Karte)                                 | 1913                                | Wohnhaus in geschlossener Bebauung (bauliche Einheit mit Nr. 34 und 38); zeittypischer Putzbau im Reformstil der Zeit um 1910, in gutem Originalzustand, baugeschichtlich von Bedeutung, Putzgliederungen, Lisenen, Balkon, Erker, Mansarddach, Dacherker | 09247743 |
| Direkt Bild zu diesem Denkmal hochladen | Wohnhaus                                                                 | Am Stadtpark 38 (Karte)                                 | 1913                                | Wohnhaus in halboffener Bebauung (bauliche Einheit mit Nr. 34 und 36); zeittypischer Putzbau im Reformstil der Zeit um 1910, in gutem Originalzustand, baugeschichtlich von Bedeutung, Putzgliederungen, Lisenen, Balkon, Erker, Mansarddach, Dacherker. | 09247744 |
| Direkt Bild zu diesem Denkmal hochladen | Wohnhaus                                                                 | Am Torbogen 3; 4; 5; 6 (Karte)                          | 1926                                | Wohnhaus (mit vier Eingängen und Tordurchfahrt); zwei spitzbogige Durchfahrten, Walmdach mit Dachhäuschen, baugeschichtlich von Bedeutung, im Heimatstil der 1920er Jahre, Mit Durchgang, städtebaulich konzipierte Platzlage, Entwurf und Bauleitung Sächsisches Heim Dresden, ehemals Fr.-Ebert-Platz. | 09243116 |
| Direkt Bild zu diesem Denkmal hochladen | Villa                                                                    | An den Teichen 20 (Karte)                               | um 1925                             | Villa mit Einfriedung; baugeschichtlich von Bedeutung, im Reformstil der Zeit um 1910, Einfriedung bestehend aus Mauer, Torpfeiler und Pforte. | 09243119 |
| Direkt Bild zu diesem Denkmal hochladen | Gedenkstele                                                              | An der Sportschule 1 (bei) (Karte)                      | nach 1960                           | Gedenkstele für Kurt Schlosser; Stele mit Porträtbüste zum Gedenken an den deutschen Kommunist, Widerstandskämpfer gegen den Nationalsozialismus und Bergsteiger Kurt Schlosser, ortsgeschichtlich von Bedeutung. Kurt Paul Schlosser (* 18. Oktober 1900 in Dresden; † 16. August 1944 ebenda) war führendes Mitglied der Roten Bergsteiger | 09243258 |
| Weitere Bilder                          | Annoncenuhr                                                              | August-Bebel-Straße (Karte)                             | 1891                                | meteorologische Annoncenuhr; mit Barometer und wechselnden Werbeanzeigen (Annoncen) ausgestattete Uhr, technikgeschichtlich bedeutsam, Seltenheitswert; nördlich Ecke Poststraße / August-Bebel-Straße | 09243142 |
| Direkt Bild zu diesem Denkmal hochladen | Mietshaus                                                                | August-Bebel-Straße 2 (Karte)                           | um 1900                             | Mietshaus in Ecklage; mit Laden, baugeschichtlich und städtebaulich von Bedeutung, markante Ecklösung, mit Erker | 09243120 |
| Direkt Bild zu diesem Denkmal hochladen | Wohnhaus                                                                 | August-Bebel-Straße 4 (Karte)                           | 19. Jh.                             | Wohnhaus in Ecklage; baugeschichtlich von Bedeutung, schlichtes Wohnhaus der Zeit um 1800, heute mit Antiquitätengeschäft | 09243121 |
| Direkt Bild zu diesem Denkmal hochladen | Mietshaus                                                                | August-Bebel-Straße 10 (Karte)                          | bez. 1903                           | Mietshaus in geschlossener Bebauung; mit Laden, aufwändiger gründerzeitlicher Klinkerbau in gutem Originalzustand, baugeschichtlich von Bedeutung, Klinkerfassade, Laden original. | 09243122 |
| Direkt Bild zu diesem Denkmal hochladen | Mietshaus                                                                | August-Bebel-Straße 13 (Karte)                          | um 1905                             | Mietshaus in Ecklage; mit Laden, gründerzeitlicher Klinkerbau in gutem Originalzustand, baugeschichtlich von Bedeutung. Klinkerfassade, Laden und Haustür original, ursprünglich erfasst unter Kranzbergstraße 13. | 09243319 |
| Direkt Bild zu diesem Denkmal hochladen | Mietshaus                                                                | August-Bebel-Straße 26 (Karte)                          | um 1900                             | Mietshaus in Ecklage; mit Laden, städtebaulich dominanter, gründerzeitlicher Klinkerbau, baugeschichtlich von Bedeutung. Klinkerfassade, strenge Gestaltung, Klinkerornamentik, Ladeneinbauten original. | 09243124 |
| Direkt Bild zu diesem Denkmal hochladen | Mietshaus                                                                | August-Bebel-Straße 39 (Karte)                          | 1913                                | Mietshaus in Ecklage und geschlossener Bebauung; mit Laden, baugeschichtlich von Bedeutung, im Reformstil der Zeit um 1910. Verzierter Erker | 09243127 |
| Direkt Bild zu diesem Denkmal hochladen | Mietshaus                                                                | August-Bebel-Straße 40 (Karte)                          | um 1905                             | Mietshaus in Ecklage; mit Laden, baugeschichtlich von Bedeutung, gründerzeitlicher Klinkerbau. Klinkerfassade, Ladeneinbauten größtenteils original. | 09243128 |
| Weitere Bilder                          | Wohn- und Geschäftshaus                                                  | August-Bebel-Straße 41; 43 (Karte)                      | um 1910                             | Wohn- und Geschäftshaus (zwei Hausnummern) in geschlossener Bebauung; baugeschichtlich von Bedeutung, im Reformstil der Zeit um 1910. Durchfahrt, zwei Erker | 09243129 |
| Direkt Bild zu diesem Denkmal hochladen | Mietshaus                                                                | August-Bebel-Straße 42 (Karte)                          | um 1890                             | Mietshaus in geschlossener Bebauung; mit Laden, baugeschichtlich von Bedeutung, gründerzeitlicher Putzbau mit klassizistischen Anklängen. | 09243130 |
| Direkt Bild zu diesem Denkmal hochladen | Mietshaus                                                                | August-Bebel-Straße 44 (Karte)                          | 1908                                | Mietshaus in geschlossener Bebauung; mit Laden, baugeschichtlich von Bedeutung, Klinkerbau mit Jugendstildekor, Erdgeschoss verändert, gebaut für Wilhelm Ziegeuner. | 09243132 |
| Direkt Bild zu diesem Denkmal hochladen | Wohn- und Geschäftshaus                                                  | August-Bebel-Straße 45 (Karte)                          | 1905/1910                           | Wohn- und Geschäftshaus in geschlossener Bebauung; späthistoristischer Putzbau mit aufwändigem Fachwerkziergiebel, baugeschichtlich von Bedeutung, Tordurchfahrt, Fachwerkzwerchgiebel. | 09243133 |
| Direkt Bild zu diesem Denkmal hochladen | Mietshaus                                                                | August-Bebel-Straße 46 (Karte)                          | 1914                                | Mietshaus in geschlossener Bebauung und Hofgebäude; mit Laden, baugeschichtlich von Bedeutung, im Reformstil der Zeit um 1910, Hintergebäude Teil der ehemaligen Illgenmühle, Durchfahrt mit Holzpflasterung, ehemalige Illgenmühle, in Durchfahrt Gussplatte von 1799, Bleiglasfenster im Treppenhaus, Hinterhofgebäude Fachwerk, Obergeschoss verputzt, Erdgeschoss massiv. | 09243134 |
| Direkt Bild zu diesem Denkmal hochladen | Mietshaus                                                                | August-Bebel-Straße 46a (Karte)                         | 1902                                | Mietshaus in geschlossener Bebauung; mit Laden, baugeschichtlich von Bedeutung, gründerzeitlicher Klinkerbau, Klinkerfassade, Fensterüberdachungen besonders im 1. Obergeschoss, Tordurchfahrt. | 09243135 |
| Direkt Bild zu diesem Denkmal hochladen | Mietshaus                                                                | August-Bebel-Straße 46b (Karte)                         | um 1915                             | Mietshaus in geschlossener Bebauung; mit Laden, baugeschichtlich von Bedeutung, im Reformstil der Zeit um 1910, Veränderungen im Erdgeschoss | 09243136 |
| Direkt Bild zu diesem Denkmal hochladen | Wohn- und Geschäftshaus                                                  | August-Bebel-Straße 51 (Karte)                          | 1911                                | Wohn- und Geschäftshaus in Ecklage und geschlossener Bebauung; baukünstlerisch bemerkenswerter Putzbau im Reformstil der Zeit um 1910, Schortmannsches Geschäftshaus | 09243137 |
| Direkt Bild zu diesem Denkmal hochladen | Mietshaus                                                                | August-Bebel-Straße 61 (Karte)                          | um 1900                             | Mietshaus in ehemals geschlossener Bebauung; mit Laden, aufwändig gestaltetes, das Straßenbild prägendes, gründerzeitliches Gebäude in gutem Originalzustand, baugeschichtlich von Bedeutung, Dreigeschossig, vierachsig, davon drei gebundene Fenster, weißglasierte Ziegel in beiden Obergeschossen, Erdgeschoss Putznutung, Laden nachträglich erweitert, Haustür erneuert, plastisch gestaltete Fassade mit Fenstergewänden und -verdachungen (Dreieckgiebel- und Segmentbogenverdachungen mit Muschel- und Blumendarstellungen), Ecklisenen aufgeputzt mit Nutung, Fensterbrüstungen im Obergeschoss dekoriert. | 09244657 |
| Weitere Bilder                          | Wohn- und Geschäftshaus                                                  | August-Bebel-Straße 62 (Karte)                          | bez. 1912                           | Wohn- und Geschäftshaus in geschlossener Bebauung; baugeschichtlich von Bedeutung, im Reformstil der Zeit um 1910, wuchtiger Erker, aufwändige Giebelgestaltung, irrtümlich zusammen mit Nachbarhaus Nummer 60 (Flstk. 267) erfasst | 09243138 |
| Direkt Bild zu diesem Denkmal hochladen | Wohn- und Geschäftshaus                                                  | August-Bebel-Straße 63 (Karte)                          | um 1910                             | Wohn- und Geschäftshaus in Ecklage; baugeschichtlich von Bedeutung, im Reformstil der Zeit um 1910, aufwändige Putzdekoration, reiche Fassadengestaltung, Putzstuck | 09243139 |
| Weitere Bilder                          | Wohn- und Geschäftshaus                                                  | August-Bebel-Straße 64 (Karte)                          | um 1910                             | Wohn- und Geschäftshaus in geschlossener Bebauung; baugeschichtlich von Bedeutung, aufwändig gestalteter, das Straßenbild maßgeblich prägender Putzbau im Reformstil der Zeit um 1910, mächtiger Giebel, Viergeschossig, Pilastergliederung in den Obergeschossen, dadurch Hausmitte gestalterisch betont, zurückhaltende zeittypische Putzdekorationen, volutenartiger großer Dacherker mit sechs Achsen und ovalen kleinen Giebelfenster, Ladenfront im Erdgeschoss entstellend vergrößert. | 09244670 |
| Weitere Bilder                          | Tuchfabrik (ehem.)                                                       | August-Bebel-Straße 87; 89 (Karte)                      | bez. 1892 (Ladenvorbau, Nr. 87)     | ehemalige Tuchfabrik Otto Ullrich; mit Kontorgebäude (Nr. 89) und zwei hinten angebauten Baukörpern sowie mit eingeschossigem straßenbegleitendem Verkaufs- und Ausstellungsgebäude (Nr. 87), Dampfmaschine, Einfriedung mit Einfahrt, Pflasterung innerhalb des Fabrikgeländes und auf dem Fußweg vor der Fabrik. Verkaufs- und Ausstellungsbau von Baumeister Otto Möbius. Eingeschossig, neubarocke Bogenarchitektur mit aufgesetzter Balustrade, winkelt südlich nach hinten zur Fabrik ab, Kontorgebäude viergeschossig mit flachem Dach und Fries aus dem Tuchmachergewerbe, erster Anbau nach hinten fünfgeschossig, in die Kleine Brüderstraße 2 übergehend (siehe auch dort), im Erdgeschoss über beide Häuser Speisesaal und Küche sowie die Einzylinder-Dampfmaschine aus der Feldschlößchen-Brauerei Werdau, zweiter (östlicher) Anbau als Fabrikationsgebäude zweigeschossig mit Pultdach, Pflaster alles Naturstein, Einfriedung mit geschwungener Einfahrt Granitsockel und -pfeiler mit schmiedeeisernem Gitter um 1925, baugeschichtlich und ortsgeschichtlich von Bedeutung. Verschiedene Bauetappen: - Ladenvorbau 1892 von Otto Möbius, - Fabrikgebäude August-Bebel-Straße 89 (Teil der Tuchfabrik Otto Ullrich), 1936 erbaut, 1999 abgebrochen - Kontorgebäude (Nummer 89) viergeschossig mit flachem Dach, symmetrisch mit dreiachsiger leicht herausgestellter Mitte mit rundbogigen Fenstern und figürlichem Fries mit Szenen aus dem Tuchmachergewerbe als oberem Abschluss. - Einzylinder-Dampfmaschine mit Tandem-Kältekompressor, übernommen aus der Feldschlößchen-Brauerei Werdau. Architekturbüro Bauch: Fries acht Meter lang. Der Tuchfabrikant Otto Ullrich ließ an seiner im Jahre 1876 errichteten Tuchfabrik den Herstellungsprozess des Tuches in einem Fries dokumentieren. Der Fries ist aus bewehrtem Kunststein gefertigt. Der Kunststein besteht aus einem hydraulisch gebundenen mineralischen Bindemittel-/Zuschlagstoffgemisch, welches im Inneren mit einer Bewehrung aus Eisen versehen wurde. | 09243141 |
| Weitere Bilder                          | Mietshaus                                                                | Bahnhofstraße 3 (Karte)                                 | um 1880                             | Mietshaus (ursprünglich in geschlossener Bebauung konzipiert); baugeschichtlich von Bedeutung, Gründerzeitgebäude | 09243145 |
| Weitere Bilder                          | Wohnhaus                                                                 | Bahnhofstraße 6 (Karte)                                 | um 1870                             | Wohnhaus; baugeschichtlich von Bedeutung, klassizistisch wirkende Fassade | 09243146 |
| Weitere Bilder                          | Wohnhaus                                                                 | Bahnhofstraße 25 (Karte)                                | um 1880                             | Wohnhaus in halboffener Bebauung, ehemaliges Kontorhaus; baugeschichtlich und ortsgeschichtlich von Bedeutung, Gründerzeitgebäude, ehemaliges Kontorhaus der Aderholdschen Spinnerei, heute Wohnhaus und Gaststätte, Anbau 1891 | 09243147 |
| Weitere Bilder                          | Villa                                                                    | Bahnhofstraße 25a (Karte)                               | 1924–1926                           | Villa, baugeschichtlich und ortsgeschichtlich von Bedeutung, im Reformstil der Zeit nach 1910 errichtet | 09243148 |
| Weitere Bilder                          | Mietshaus                                                                | Bahnhofstraße 38a (Karte)                               | um 1905                             | Mietshaus mit Läden (ursprünglich in geschlossener Bebauung konzipiert); baugeschichtlich von Bedeutung, gründerzeitlicher Klinkerbau im Stil der Neorenaissance errichtet | 09243151 |
| Weitere Bilder                          | Mietshaus                                                                | Bahnhofstraße 44 (Karte)                                | um 1890                             | Mietshaus in offener Bebauung; mit Läden, baugeschichtlich von Bedeutung, gründerzeitlicher Putzbau, Ausstattung Friseursalon um 1910 oder später. | 09243152 |
| Weitere Bilder                          | Hotel                                                                    | Bahnhofstraße 46 (Karte)                                | um 1890                             | ehem. Hotel „Kaiserhof“; repräsentativer gründerzeitlicher Putzbau von ortsgeschichtlicher Bedeutung. | 09243153 |
| Direkt Bild zu diesem Denkmal hochladen | Wohnhaus                                                                 | Bauhofstraße 2 (Karte)                                  | um 1880                             | Wohnhaus mit Einfriedung; baugeschichtlich von Bedeutung, historisierend, aber noch nicht katalogmäßig, sondern in einem nachwirkenden Klassizismus, Putzfassade, Zaun Eisenstaketen, Putzfassade, Türen, Fenster und Dachaufbauten original, kannelierte Pfeiler, Rustikaputz, Dacherker. | 09243154 |
| Direkt Bild zu diesem Denkmal hochladen | Mietshaus                                                                | Bauhofstraße 3 (Karte)                                  | um 1900                             | Mietshaus in geschlossener Bebauung; baugeschichtlich von Bedeutung, historisierender Klinkerbau mit ungewöhnlich gestalteter Fassade, Klinkerfassade mit Ornamentik, Fensterüberdachungen durch Klinker, Tür original. | 09243155 |
| Weitere Bilder                          | Wohnhaus in Ecklage                                                      | Bauvereinstraße 17 (Karte)                              | um 1880                             | baugeschichtlich von Bedeutung, Gründerzeitgebäude | 09243376 |
| Weitere Bilder                          | Wohnhaus in geschlossener Bebauung                                       | Bauvereinstraße 18 (Karte)                              | 1882                                | baugeschichtlich von Bedeutung, gründerzeitlicher Putzbau mit noch klassizistischen Anklängen, aufwändigste Fassadengestaltung im Straßenzug, Tordurchfahrt, vermutlich ehemaliger Laden zu Wohnraum umgebaut, aufwändigste Fassadengestaltung im Straßenzug, kannelierte Lisenen, Mäanderband. | 09243161 |
| Direkt Bild zu diesem Denkmal hochladen | Wohnhaus                                                                 | Bergkellerweg 5 (Karte)                                 | um 1800                             | Obergeschoss Fachwerk, baugeschichtlich und stadtentwicklungsgeschichtlich von Bedeutung | 09243163 |
| Direkt Bild zu diesem Denkmal hochladen | Doppelvilla mit Einfriedung                                              | Braustraße 8; 10 (Karte)                                | 1927/1928                           | baugeschichtlich von Bedeutung, im Bauhausstil, Seltenheitswert, Umfassungsmauer, Zaun, Laternen, einziger Bau der Moderne in Werdau. | 09243165 |
| Direkt Bild zu diesem Denkmal hochladen | Mietshaus in Ecklage                                                     | Braustraße 14 (Karte)                                   | um 1905                             | wissenschaftlichen Wert als landschafts- und zeittypischer Mietshausbau der Gründerzeit, städtebaulich von Bedeutung, Klinkermischbauweise, roter Klinker, ehemaliger Ladeneinbau. | 09243166 |
| Direkt Bild zu diesem Denkmal hochladen | Kindergarten                                                             | Braustraße 17 (Karte)                                   | 1954                                | baugeschichtlich von Bedeutung, im traditionellen Baustil der 1950er Jahre, heute Kindergarten „Pusteblume“ | 09243167 |
| Direkt Bild zu diesem Denkmal hochladen | Mietshaus mit Läden in Ecklage                                           | Brüderstraße 1 (Karte)                                  | um 1910, im Kern älter              | baugeschichtlich von Bedeutung, Fassade im Reformstil der Zeit um 1910, Erdgeschoss verändert | 09243168 |
| Direkt Bild zu diesem Denkmal hochladen | Mietshaus in geschlossener Bebauung                                      | Brüderstraße 7 (Karte)                                  | 1902                                | zeittypisches Wohnhaus der Gründerzeit in Klinkerbauweise von baugeschichtlichem Wert, Klinkerfassade, zweietagig, Erdgeschoss verputzt, Putzritzungen. | 09243169 |
| Direkt Bild zu diesem Denkmal hochladen | Mietshaus                                                                | Brüderstraße 9 (Karte)                                  | 1903                                | Mietshaus in geschlossener Bebauung; zeittypisches Wohngebäude der Gründerzeit in Klinkerbauweise von baugeschichtlichem Wert. | 09243170 |
| Weitere Bilder                          | Friedhof Werdau Sachgesamtheit mit den Einzeldenkmalen                   | Brüderstraße 80 (Karte)                                 | 1904                                | Friedhof Werdau, Sachgesamtheit mit den Einzeldenkmalen: Friedhofskapelle, Verwaltungsgebäude mit Blumenladen, mehrere Grabmale, Gedenkstätte für Gefallene deutsche Soldaten des Ersten Weltkrieges (im Grabfeld UR 16) und für 26 unbekannte Opfer des Faschismus westlich der Kapelle (siehe Obj.-ID: 09243266), weiterhin gärtnerische Friedhofsgestaltung (das den Friedhof gliedernde Wegesystem, die struktur- und raumbildende Bepflanzung – Alleen und waldartige Bereiche – Gartendenkmal), weiterhin mit den Sachgesamtheitsteilen: Friedhofsmauer einschließlich der Haupttoranlage und Ziergitter sowie Toilettenhäuschen neben der Parentationshalle; geschlossene Anlage von baugeschichtlicher, künstlerischer, landschaftsgestalterischer sowie orts- und personengeschichtlicher Bedeutung. folgende Sachgesamtheitsteile: - Verwaltungsgebäude mit Friedhofsgärtnerei neben dem Haupteingang, - Eisentor und Umfassungsmauer sowie Toilettenhaus = Sachgesamtheitsteile, - Friedhofskapelle: aufwändig gestalteter Zentralbau, Klinker, - Struktur- und raumbildende Bepflanzung: Alleensystem aus Sommer-Linden (Tilia Cordata), Rosskastanie (Aesculus hippocastanum), überwiegend gegenständig, waldartige Bereiche (Mischwald mit Rhododendronbeständen), Schmuckpflanzung auf westlicher Fläche vor der Kapelle. - Grabmäler und Gedenkstätten (siehe Einzeldenkmale) | 09300179 |
| Weitere Bilder                          | Friedhof Werdau Einzeldenkmale                                           | Brüderstraße 80 (Karte)                                 | 1906                                | Einzeldenkmale der Sachgesamtheit „Friedhof Werdau“ (siehe Obj.-ID: 09300179): Friedhofskapelle, Verwaltungsgebäude mit Blumenladen, mehrere Grabmale, Gedenkstätte für Gefallene deutsche Soldaten des Ersten Weltkrieges (im Grabfeld UR 16) und für 26 unbekannte Opfer des Faschismus westlich der Kapelle sowie das den Friedhof gliedernde Wegesystem, die struktur- und raumbildende Bepflanzung (Alleen und waldartige Bereiche), baugeschichtlich, künstlerisch, landschaftsgestalterisch sowie orts- und personengeschichtlich von Bedeutung. Liste der Einzeldenkmale: - Verwaltungsgebäude mit Friedhofsgärtnerei neben dem Haupteingang. - Eisentor und Umfassungsmauer - Friedhofskapelle (1906): aufwändig gestalteter Zentralbau, Klinker - Struktur- und raumbildende Bepflanzung: Alleensystem aus Sommer-Linden (Tilia Cordata), Rosskastanie (Aesculus hippocastanum), überwiegend gegenständig, waldartige Bereiche (Mischwald mit Rhododendronbeständen), Schmuckpflanzung auf westlicher Fläche vor der Kapelle. - Grabmäler: – Grabmal Nietzsche (1): Marmorstatue, Sitzende weibliche Figur vor Grabwand – Erbbegräbnis Fam. Ludwig Göldner (2). – Grabmal Fam. Piehler (heute Clarissa Diehl) (3). – Erbbegräbnis Herrmann Schwalbe (4). – Erbbegräbnis Fam. Adolf Schmelzer, 1919 (5). – Erbbegräbnis Fam. Schmelzer und Göldner (6): Textilfabrikanten in Werdau – Erbbegräbnis Fam. Alfred Schröder und Wunderlich, 1926 (7). – Erbbegräbnis Fam. Eduard Schön (8). – Erbbegräbnis Fam. Paul Geidel (9): ehem. Brauereibesitzer von Werdau, verst. 1927, Wandgrabstätte mit Plastik: Trauernder. – Grabmal Kuhlemann (10): Sockel mit Steinplastik, kniende trauernde weibliche Figur. – Grabmal Iwan und Elsbeth Falke (11): wohl bedeutendste Grabanlage des Werdauer Friedhofs, Steinkreuz auf grob behauenen und aufgeschichteten Steinquadern, Plastik: Wanderer auf der Rast, Ausschau haltend, Bronze: um 1930, Iwan Falke war Werdauer Textilfabrikant. – Erbbegräbnis Fam. Adolf Ullrich (heute Dr. Krebs) (12). – Erbbegräbnis Fam. Richard Schön (13): Wandgrabstätte mit Plastik: weibliche Blumengießende Figur, Bildhauer August Krauss, Berlin, 1899 – Grabmal Dix-Oschatz (14). – Grabmal Riedel (heute Neubert): Christus auf der Rast (oder Darstellung eines Mönch), Steinplastik um 1920 (16). – Grabstätte Georg Emil Müller: Orgelbaumeister und Harmoniumsfabrikant, 1928 (33): Stele mit Porträt des Orgelbaumeisters und Harmoniumfabrikanten, 1928. – Grabstätte Familie Friedrich Alfred Kahle und Franz Thekla, 1908, Granitobelisk und schmiedeeiserne Einfriedung (28). – Fam. Dietzsch-Kunze (17): Galvanoplastik Trauernde, um 1920: Willibald und Gertrud Hertel sowie Elisabeth Schönfelder: Galvanoplastik: kniende weibliche Figur, 1928 (18). – Fam. Thomas Kratzsch, um 1920/30, Natursteinblock mit sitzender Trauernder / Galvanoplastik (19). – Fam. Buchold, Natursteinplastik: Liegender, sich aufstützend (20). – Fam. Vogel: großzügige Anlage mit zwei Steinbänken, sitzender Trauernder auf Stufen, im Hintergrund zwei Säulenschäfte (kanneliert), bedeutende Grabanlage (21), 1918. – Familienstätte Adolf Eduard Dix, 1922 (22): Grabanlage mit Stufen, Einfriedung, zwei Ruhebänken, zwei Urnen und Grabmal mit Urne und Flachrelief mit Engel. – Wetzel (1854 o. 1847): neugotisches Grabmal: Steinsockel und Gusseisen, stammt vom alten Friedhof (24). – Familienstätte Geissler/Roth?, um 1928: Architektur mit Pfeilern, Bogen, darunter Urne auf Sockel (25). – Erbbegräbnis Fam. Jahn, um 1920, Herstellung von Hans Dammann, Berlin-Grunewald, aufwändige Anlage mit Einfriedung und Wandstelle, Granit (27). – Fam. Hauschild (nachträgliche Belegung), Trauernde, Sandsteinplastik (29). – Dagmar Liebmann, Wandstelle, um 1920, vor Wand kauernde trauernde weibliche Figur (ursprünglichGrabstätte Schön) (30). - Gedenkstätten: – Gedenkstein für gefallene deutsche Soldaten des Ersten Weltkrieges, nach 1918 (26). – Gedenkstein für 26 unbekannte Opfer des Faschismus (15). – Grabstätte Gebrüder Müller (Friedrich und Wilhelm), Orgelbaumeister und Harmoniumsfabrikant, 1857–1922, Granit mit Porträtmedaillon, 1922 (23). – Grabstätte Fam. Waechter.Hase, Naturstein mit Marmorrelief, um 1910 (31): heute Urnengrabanlage, – Grabplastik des ehem. auf dem Friedhof Steinpleis befindlichen Familiengrab Körner – kauernde weibliche Figur, lebensgroß, (Nummer 32), – Grabmal Fanny Bässler, sitzende Trauernde vor Steinkreuz (34), um 1910/20, – Grabmal Familie Scherff (Hermann und Ernestine), stehende Trauernde, Marmor, auf Steinsockel (35), – Grabmal Familie Franz Mehlhorn, Galvanoplastik auf Natursteinsockel, Segnender Christus, um 1910/20 (36). - OdF-Gedenkstätte, Friedhof (um 1948) Am 6. April 1945 wurden von der Gestapo aus Chemnitz die Leichen von 26 Toten zur Einäscherung zum Krematorium gebracht. Ihrem Andenken ist die Gedenkstätte gewidmet. Anfang der 1970er Jahre wurde als Ergebnis von Untersuchungen festgestellt, dass im September 1945 die Leichen von zehn Häftlingen des KZ Flossenbürg, Außenlager Mülsen St. Micheln, nach hier überführt wurden. Unter ihnen befanden sich mindestens drei Sowjetbürger. Die Toten wurden beim Ehrenmal beigesetzt. - Gedenkstein mit ehrender Inschrift; Material: Granitfindling, Höhe ca. 220 cm, errichtet: ca. 1948 | 09243266 |
| Direkt Bild zu diesem Denkmal hochladen | Wohnhaus in Ecklage                                                      | Brühl 27 (Karte)                                        | um 1870                             | baugeschichtlich von Bedeutung, Gründerzeitgebäude, Toreinfahrt original, Haus unbewohnt, Hausrückfront mit Anbauten, stark vereinfacht, Ladenfront vereinfacht, heute Hotel Garni City Pension Brühl | 09243177 |
| Direkt Bild zu diesem Denkmal hochladen | Mietshaus                                                                | Brunnenstraße 2 (Karte)                                 | um 1900                             | als geschlossene Bebauung konzipiert, baugeschichtlich von Bedeutung, gründerzeitliche Klinkerfassade, irrtümlich unter Johannisstraße 2 (Flstk. 786) erfasst | 09243179 |
| Direkt Bild zu diesem Denkmal hochladen | Mietshaus in Ecklage und geschlossener Bebauung                          | Brunnenstraße 10 (Karte)                                | um 1913                             | baugeschichtlich von Bedeutung, im Reformstil der Zeit um 1910 | 09243180 |
| Direkt Bild zu diesem Denkmal hochladen | Mietshaus in geschlossener Bebauung                                      | Brunnenstraße 12 (Karte)                                | um 1913                             | baugeschichtlich von Bedeutung, im Reformstil der Zeit um 1910. | 09243181 |
| Direkt Bild zu diesem Denkmal hochladen | Mietshaus in Ecklage und geschlossener Bebauung                          | Brunnenstraße 19 (Karte)                                | 1913                                | baugeschichtlich von Bedeutung, im Reformstil der Zeit um 1910 | 09243183 |
| Weitere Bilder                          | Pfarrhaus mit rückwärtigem Anbau                                         | Burgstraße 30; 32 (Karte)                               | 2. Hälfte 18. Jh.                   | Pfarrhaus (mit zwei Hausnummern) in Ecklage zum Kirchplatz, mit rückwärtigem Anbau; baugeschichtlich und ortsgeschichtlich von Bedeutung, im Kern barockes Gebäude, Umbau 1896/97, Standort des beim Stadtbrand von 1756 abgebrannten ehemaligen kurfürstlichen Schlosses. | 09243185 |
| Direkt Bild zu diesem Denkmal hochladen | Mietshaus in Ecklage                                                     | Crimmitschauer Straße 1 (Karte)                         | bez. 1898                           | markantes Eckhaus der Gründerzeit, Klinkerfassade, von baugeschichtlicher und städtebaulicher Bedeutung, dreigeschossig, Erdgeschoss Putz mit Bänderung, Laden an Hausecke, beide Obergeschosse roter Klinker, Blendbögen über Fenstern mit Reliefs und gelben Klinkerbogen, zweites Obergeschoss Fensterverdachungen (Segmentbögen), Ecke viergeschossig, dort Datierung, Toreinfahrt | 09247763 |
| Direkt Bild zu diesem Denkmal hochladen | Mietshaus mit Läden in ehemals geschlossener Bebauung                    | Crimmitschauer Straße 4 (Karte)                         | um 1910                             | repräsentativer Putzbau im Reformstil der Zeit um 1910, von städtebaulicher und baugeschichtlicher Bedeutung. Tordurchfahrt | 09243186 |
| Direkt Bild zu diesem Denkmal hochladen | Mietshaus in geschlossener Bebauung konzipiert                           | Crimmitschauer Straße 6 (Karte)                         | um 1910/1915                        | repräsentativer Putzbau im Reformstil der Zeit um 1910, von städtebaulicher und baugeschichtlicher Bedeutung. | 09243187 |
| Direkt Bild zu diesem Denkmal hochladen | Mietshaus in geschlossener Bebauung konzipiert                           | Crimmitschauer Straße 14 (Karte)                        | um 1900                             | baugeschichtlich von Bedeutung, repräsentatives Gründerzeitgebäude im Stil der Neorenaissance, Klinkerfassade mit Erker und Seitenrisalit, Klinkerfassade mit reicher Fassadengliederung, ausgezeichneter Originalzustand. | 09243188 |
| Direkt Bild zu diesem Denkmal hochladen | Mietshaus in ehemals halboffener Bebauung                                | Crimmitschauer Straße 15 (Karte)                        | um 1895                             | aufwändig gestaltetes Wohnhaus der Gründerzeit in Klinkerbauweise, mittiger Erker und Volutengiebel, baugeschichtlich und städtebaulich von Bedeutung, großer Erker, Klinkerfassade, Erdgeschoss Rustikaputz, Sockel Zyklopenmauerwerk. | 09243189 |
| Direkt Bild zu diesem Denkmal hochladen | Mietshaus in Ecklage mit ehemaligem Fabrikanbau                          | Crimmitschauer Straße 18; 18a (Karte)                   | 1899                                | Mietshaus (Nr. 18) mit ehemaligem Fabrikanbau (Nr. 18a) heute als Wohnhaus genutzt, städtebaulich bedeutsames Ensemble gründerzeitlicher Klinkerbauten, Eckgebäude in repräsentativer Gestaltung mit Türmchen, Klinkerfassade, Erdgeschoss teilweise verputzt, heute zum Wohnhaus umgebaut – gelungenes Beispiel für die Umnutzung eines Industriebaus | 09243190 |
| Direkt Bild zu diesem Denkmal hochladen | Fabrikantenvilla mit Villengarten und Einfriedung                        | Crimmitschauer Straße 20 (Karte)                        | um 1870, Umbau 1906                 | im Kern gründerzeitliche Villa mit Klinkerfassade, Holzerker und Farbglasfenster im Jugendstil ergänzt, Garten in seiner Raumbildung mit Grotte, Wegesystem, struktur- und raumbildender Bepflanzung, aufwändige Einfriedung mit Pfeilern, Ziergitter, zweiflügeligem Tor und Eingang, stadtgeschichtliche und künstlerische Bedeutung. - Villa des ehemaligen Fabrikanten Glöckner, Umbau 1906. - Information von R. Uhlig, Erfassung Industriedenkmale 1994: Ehemalige Fa. Göldner, Strickerei und Spinnerei, Lage: Ortsausgang rechts, Richtung Langenhessen/Crimmitschau, Denkmal: entweder Gesamtkomplex straßenseitig oder nur zwei Villen, bzw. Villa und Verwaltungsgebäude mit Einfriedung, Fabrikantenvilla: dreigeschossiger Kernbau, Flachdach, zweigeschossige Veranden, italienischer Einfluss und Jugendstil, um 1900. - Villa bzw. Verwaltungsgebäude: zweigeschossig, älter ca. 1890–1900 - Einfriedung: Zaunsäulen Klinker und Jugendstilaufsätze, Zaun nahezu original bis auf ein Tor - Fabrikgebäude: straßenseitig zwei Bauabschnitte Klinker (gelb/rot), 1880–1900. | 09243191 |
| Direkt Bild zu diesem Denkmal hochladen | Gartenpavillon und Einfriedung                                           | Crimmitschauer Straße 21 (Karte)                        | um 1900                             | ortsgeschichtlich und gartenkünstlerisch von Bedeutung, einst Eigentum der Fabrikantenfamilie Klahre. | 09243192 |
| Direkt Bild zu diesem Denkmal hochladen | Fabrikantenvilla mit Villengarten und Einfriedung                        | Crimmitschauer Straße 22 (Karte)                        | 1891                                | Villa mit reicher Innenausstattung, Garten in seiner Raumbildung mit Resten von Grotten und Felspartien, Wegesystem mit Treppenanlage, struktur- und raumbildender Bepflanzung, aufwändige Einfriedung mit Ziergitter und Eingangstor, stadtgeschichtliche und künstlerische Bedeutung, Villa des ehemaligen Fabrikanten Dr. Adolf Klahre (Bauherr) mit Innenausstattung wie Stuckdecken, Marmorverkleidungen und geschnitzten Türen, Zaunspfeiler mit Elefantenmotiv analog der Einfriedung Villa Crimmitschauer Straße 20. | 09243193 |
| Direkt Bild zu diesem Denkmal hochladen | Villa mit Garten und Nebengebäude                                        | Crimmitschauer Straße 23; 25 (Karte)                    | 1907                                | Villa (Nr. 23); baugeschichtlich, künstlerisch und ortsgeschichtlich von Bedeutung, im Reformstil der Zeit um 1910, ehemalige Villa des Rechtsanwalts Dix; mit Nebengebäude (Nr. 25), Bedienstetenwohnhaus mit Garage | 09243194 |
| Direkt Bild zu diesem Denkmal hochladen | Villa mit Garten und Einfriedung                                         | Crimmitschauer Straße 27 (Karte)                        | 1877                                | repräsentative Villa (heute Teil einer Schule) mit Farbglasfenstern und Holzverkleidungen im Inneren, Garten in seiner Raumbildung und Bodenmodellierung, Wegesystem, struktur- und raumbildender Bepflanzung sowie ehemaliger Blickbeziehungen, stadtgeschichtliche und künstlerische Bedeutung. Villa der ehemaligen Textilfabrikanten Schmelzer/Göldner, heute Förderschule Sonnenbergschule, großzügige, landschaftlich gestaltete und auf die Mittelachse der Villa (Gartenseite) ausgerichtete Gartenanlage am Hang zwischen Crimmitschauer Straße und Villa angelegt, Vegetation: Laubbäume wie Linde, Kastanie, Nadelbäume wie Kiefer, Eibe, Douglasie und Rhododendren, Ausblick vom Balkon der Villa über den Garten zur Stadt verwachsen, aber noch erkennbar, Einfriedung an der Crimmitschauer Straße. | 09243195 |
| Direkt Bild zu diesem Denkmal hochladen | Mietshaus                                                                | Crimmitschauer Straße 29 (Karte)                        | um 1912                             | in geschlossener Bebauung konzipiert, baugeschichtlich von Bedeutung, im Reformstil der Zeit um 1910, mit Fachwerkgiebel, beide Häuser ähnlich gestaltet, gut erhalten. | 09243196 |
| Direkt Bild zu diesem Denkmal hochladen | Mietshaus                                                                | Crimmitschauer Straße 31 (Karte)                        | um 1912                             | in geschlossener Bebauung konzipiert, baugeschichtlich von Bedeutung, im Reformstil der Zeit um 1910, beide Häuser ähnlich gestaltet, gut erhalten. | 09243197 |
| Direkt Bild zu diesem Denkmal hochladen | Mietshaus (zwei Hausnummern) in halboffener Bebauung                     | Crimmitschauer Straße 33; 35 (Karte)                    | um 1900                             | original erhaltenes gründerzeitliches Doppel-Wohnhaus in Klinkerbauweise - Nr. 33: dreigeschossig, vier Achsen, gleiche Gestaltung wie Nummer 35 ohne Laden und Seitenrisalit. - Nummer 35: dreigeschossig, fünf Achsen, beide Obergeschosse roter Klinker, Erdgeschoss Putz mit Nutung und Segmentbogenfenstern, Obergeschoss Rechteckfenster mit Fensterverdachungen: Dreieck- und Segmentbogengiebel sowie waagerechtes Gebälk, originale Gauben, Fenster erneuert, Seitenrisalit. | 09247761 |
| Weitere Bilder                          | Villa                                                                    | Crimmitschauer Straße 34c (Karte)                       | um 1890                             | baugeschichtlich von Bedeutung, Gründerzeitgebäude, gestalterisch bemerkenswerter Putzbau, Sockel Zyklopenmauerwerk. | 09243198 |
| Direkt Bild zu diesem Denkmal hochladen | Scheune                                                                  | Crimmitschauer Straße 38 (bei) (Karte)                  | um 1880                             | als Scheune errichtetes Klinkergebäude auf dem Gelände einer ehemaligen Gießerei, baugeschichtlich von Bedeutung, Gebäude mit Klinkerfassade, allein stehend, Lage: östlich am Fabrikweg (Ortsteil Langenhessen) nahe Pleißeufer | 09303298 |
| Direkt Bild zu diesem Denkmal hochladen | Scheune                                                                  | Crimmitschauer Straße 38 (bei) (Karte)                  | Um 1880                             | Klinker, einzeln stehender Bau, ehemals erfasst unter Grünanger/Langenhessen, bau- und wirtschaftsgeschichtlicher Wert | 09243262 |
| Direkt Bild zu diesem Denkmal hochladen | Villa mit Einfriedung                                                    | Diesterwegstraße 10 (Karte)                             | um 1925                             | original erhaltener Putzbau von baugeschichtlicher Bedeutung, im traditionalistischen Stil der 1920er Jahre, Zweigeschossig, rechteckiger Grundriss mit rundbogigem Erker, dort Halbsäulen, zeittypische Putzstuckdekorationen, Vordach über Hauseingang, originale Fenster, Walmdach mit Schieferdeckung, Fledermausluke, im Erdgeschoss polygonale massive Veranda mit 3/4-Säulen, darüber Balkon Einfriedung: gemauerte Zaunspfeiler und Mauer Naturstein, Holzzaunspfeiler. | 09247773 |
| Direkt Bild zu diesem Denkmal hochladen | Mietshaus in Ecklage und geschlossener Bebauung                          | Dr.-Breitscheid-Platz 1 (Karte)                         | um 1900                             | städtebaulich und baugeschichtlich von Bedeutung, gründerzeitliche Klinkerfassade, Klinkerfassade, Erdgeschoss Rustikaputz. | 09243201 |
| Direkt Bild zu diesem Denkmal hochladen | Mietshaus in geschlossener Bebauung                                      | Dr.-Breitscheid-Platz 3 (Karte)                         | um 1900                             | original erhaltener gründerzeitlicher Klinkerbau, städtebaulich und baugeschichtlich von Bedeutung, dreigeschossig, vier Achsen, Erdgeschoss Putznutung, Obergeschoss roter Klinker, Fensterverdachung mit Dreiecksgiebeln und -waagerechter Verdachung, Dacherker zweiachsig. | 09247768 |
| Direkt Bild zu diesem Denkmal hochladen | Mietshaus in geschlossener Bebauung                                      | Dr.-Breitscheid-Platz 5 (Karte)                         | um 1900                             | städtebaulich wichtiger gründerzeitlicher Klinkerbau in gutem Originalzustand, baugeschichtlich von Bedeutung, gelber Klinker, Dekoration roter Klinker, Gurtgesims, Tor rechts, Rechteckfenster, dreigeschossig, sechs Achsen, Lisenengliederungen. | 09247767 |
| Direkt Bild zu diesem Denkmal hochladen | Mietshaus in Ecklage                                                     | Dr.-Breitscheid-Platz 7 (Karte)                         | 1899                                | städtebaulich und baugeschichtlich von Bedeutung, repräsentativ gestalteter, gründerzeitlicher Klinkerbau, Eckbetonung durch Erker, Klinkerfassade, Erdgeschoss Putz, Sockel Zyklopenmauerwerk, Dachaufbauten original erhalten. | 09243202 |
| Direkt Bild zu diesem Denkmal hochladen | Mietshaus in Ecklage                                                     | Dr.-Külz-Straße 2 (Karte)                               | um 1900                             | baugeschichtlich von Bedeutung, gründerzeitlicher Klinkerbau | 09243204 |
| Direkt Bild zu diesem Denkmal hochladen | Methodisten-Kirche                                                       | Dr.-Külz-Straße 9 (Karte)                               | 1892                                | Methodisten-Kirche, mitten in Straßenflucht stehende, neogotische Klinkerkirche, baugeschichtlich und ortsgeschichtlich von Bedeutung. | 09243205 |
| Direkt Bild zu diesem Denkmal hochladen | Wohnhaus                                                                 | Dr.-Külz-Straße 25 (Karte)                              | 1888                                | Ehemalige Kinderbewahranstalt, heute Wohnhaus; baugeschichtlich und ortsgeschichtlich von Bedeutung, Gründerzeitgebäude. | 09243208 |
| Direkt Bild zu diesem Denkmal hochladen | Mietvilla mit Einfriedung                                                | Dürerstraße 1 (Karte)                                   | 1910                                | original erhaltener Putzbau mit Zierfachwerk von baugeschichtlichem Wert | 09243218 |
| Direkt Bild zu diesem Denkmal hochladen | Mietshaus in geschlossener Bebauung                                      | Ernst-Toller-Straße 5 (Karte)                           | um 1914                             | baugeschichtlich von Bedeutung, im Reformstil der Zeit um 1910, mit Fachwerkgiebel | 09243219 |
| Direkt Bild zu diesem Denkmal hochladen | Mietshaus in geschlossener Bebauung                                      | Ernst-Toller-Straße 7 (Karte)                           | um 1914                             | baugeschichtlich von Bedeutung, im Reformstil der Zeit um 1910 | 09243220 |
| Direkt Bild zu diesem Denkmal hochladen | Mietshaus in geschlossener Bebauung                                      | Ernst-Toller-Straße 9 (Karte)                           | 1914                                | baugeschichtlich von Bedeutung, im Reformstil der Zeit um 1910 | 09243221 |
| Direkt Bild zu diesem Denkmal hochladen | Mietshaus mit Gaststätte in Ecklage                                      | Flemmingstraße 1 (Karte)                                | um 1915                             | Mietshaus mit Gaststätte in Ecklage (heute Hotel); baugeschichtlich und städtebaulich von Bedeutung, im Reformstil der Zeit um 1910, heute Hotel „Garni Pilseck“ | 09243222 |
| Direkt Bild zu diesem Denkmal hochladen | Mietshaus in Ecklage geschlossene Bebauung                               | Flemmingstraße 2 (Karte)                                | um 1900                             | ehemals mit Laden, baugeschichtlich von Bedeutung, gründerzeitlicher Klinkerbau in städtebaulich wichtiger Lage, Klinkerfassade, reiche Fassadengliederung, evtl. später vereinfacht. | 09243223 |
| Direkt Bild zu diesem Denkmal hochladen | Mietshaus in geschlossener Bebauung                                      | Freiherr-vom-Stein-Straße 27 (Karte)                    | bez. 1901                           | baugeschichtlich von Bedeutung, gründerzeitliche Klinkerfassade, Klinkermischbauweise, roter Klinker, Haustür original. | 09243231 |
| Direkt Bild zu diesem Denkmal hochladen | Mietshaus in geschlossener Bebauung                                      | Freiherr-vom-Stein-Straße 46 (Karte)                    | um 1915                             | baugeschichtlich von Bedeutung, im Reformstil der Zeit um 1910, Vereinfachungen durch Rekonstruktion (=Modernisierung). | 09243233 |
| Direkt Bild zu diesem Denkmal hochladen | Mietshaus in geschlossener Bebauung                                      | Freiherr-vom-Stein-Straße 48 (Karte)                    | um 1915                             | baugeschichtlich von Bedeutung, im Reformstil der Zeit um 1910, Vereinfachungen durch Rekonstruktion (=Modernisierung). | 09243234 |
| Direkt Bild zu diesem Denkmal hochladen | Mietshaus in geschlossener Bebauung                                      | Freiherr-vom-Stein-Straße 50 (Karte)                    | um 1915                             | baugeschichtlich von Bedeutung, im Reformstil der Zeit um 1910, Vereinfachungen durch Rekonstruktion (=Modernisierung). | 09243235 |
| Direkt Bild zu diesem Denkmal hochladen | Sowjetisches Ehrenmal                                                    | Gedächtnisplatz (Karte)                                 | um 1950 (Gedenkstätte)              | Gededenkstätte (errichtet: ca. 1950), geschichtlich und künstlerisch von Bedeutung, Sowjetisches Ehrenmal auf dem ehemaligen Lenin-Platz, Figurenrelief, gewidmet dem Andenken der Sowjetsoldaten, die das deutsche Volk vom Faschismus befreiten (Die Gräber der in Werdau bestatteten sowjetische Kriegstoten, an die das Ehrenmal erinnert, befinden sich auf dem Städtischen Friedhof). Gedenkmauer auf zweistufiger Plattform, im Mittelteil eingelassen ein siebenfiguriges Relief (drei sowjetische Soldaten mit deutscher Familie und zwei Kindern). Material: Sandstein Höhe: insgesamt ca. 500 cm. Bildhauer: Edmund Schorisch (wichtig für regionale Kunstgeschichte nach 1945) | 09243236 |
| Direkt Bild zu diesem Denkmal hochladen | Mietshaus in Ecklage und geschlossener Bebauung                          | Gerhard-Weck-Straße 1 (Karte)                           | um 1880/1890                        | baugeschichtlich von Bedeutung, gründerzeitlich-klassizistische Putzfassade, Fensterüberdachungen, Rustikaputz im Erdgeschoss, Sockel Zyklopenmauerwerk, Putzschäden. | 09243237 |
| Direkt Bild zu diesem Denkmal hochladen | Mietshaus in geschlossener Bebauung                                      | Gerhard-Weck-Straße 5 (Karte)                           | um 1880/1890                        | baugeschichtlich von Bedeutung, gründerzeitliche Putzfassade, Fensterüberdachungen, Rustikaputz im Erdgeschoss, Fenster, Türen im Obergeschoss original | 09243240 |
| Direkt Bild zu diesem Denkmal hochladen | Mietshaus in halboffener Bebauung                                        | Gerhard-Weck-Straße 10; 12 (Karte)                      | um 1890                             | Mietshaus mit 2 Eingängen, baugeschichtlich von Bedeutung, Gründerzeitgebäude, reiche Fassadengliederung, reiche Fassadengliederung, Fenster im Dachbereich verändert, Sockel Klinker, Putz, kannelierte Pfeiler, Haustüren nicht vorbildgerecht erneuert | 09243241 |
| Direkt Bild zu diesem Denkmal hochladen | Mietshaus in geschlossener Bebauung                                      | Gerhard-Weck-Straße 16 (Karte)                          | um 1880/1890                        | baugeschichtlich von Bedeutung, gründerzeitliche Putzfassade, Putzfassade, auffallende Fensterüberdachungen, wie Körnerstraße 6, Veränderungen im Dachbereich, Türen und Fenster original | 09243242 |
| Direkt Bild zu diesem Denkmal hochladen | Mietshaus in geschlossener Bebauung                                      | Gerhard-Weck-Straße 20 (Karte)                          | um 1880/1890                        | baugeschichtlich von Bedeutung, gründerzeitliche Putzfassade, Fensterüberdachungen wie Körnerstraße 6, Türen, Fenster original. | 09243243 |
| Direkt Bild zu diesem Denkmal hochladen | Wohn- und Kontorgebäude einer Fabrik                                     | Gneisenaustraße 4 (Karte)                               | seit 1867                           | baugeschichtlich und ortsgeschichtlich von Bedeutung, Firma besteht seit 1867, um 1930 Fassade vermutlich überformt, neue Fenster, Firma gegründet von Ernst Walther, bis 1970 als Firma Ernst Walther, danach Zwirnerei Sachsenring, 1927 Fassade überformt von Baumeister Alfred Horn. | 09243244 |
| Direkt Bild zu diesem Denkmal hochladen | Mietshaus in geschlossener Bebauung                                      | Gneisenaustraße 5 (Karte)                               | um 1880                             | baugeschichtlich von Bedeutung, gründerzeitlich-klassizistische Putzfassade, Tordurchfahrt, vermutlich ehemals Laden, reiche Fassadengliederung, Fensterüberdachungen | 09243245 |
| Direkt Bild zu diesem Denkmal hochladen | Mietshaus in geschlossener Bebauung                                      | Gneisenaustraße 12 (Karte)                              | um 1880/1890                        | baugeschichtlich von Bedeutung, gründerzeitlich-klassizistische Putzfassade, Rustikaputz Erdgeschoss, Fensterüberdachungen, Sockel Zyklopenmauerwerk | 09243247 |
| Direkt Bild zu diesem Denkmal hochladen | Mietshaus in halboffener Bebauung mit Vorgarten                          | Greizer Straße 8 (Karte)                                | Anfang 20. Jh.                      | baugeschichtlich von Bedeutung, prachtvolle Putzfassade mit Jugendstildekor, reiche Jugendstilfassade, Wiener Sezessionsstil. | 09243251 |
| Direkt Bild zu diesem Denkmal hochladen | Mietshaus in Ecklage und halboffener Bebauung                            | Greizer Straße 10 (Karte)                               | Anfang 20. Jh.                      | Mietshaus in Ecklage, mit Vorgarten und Einfriedung; baugeschichtlich von Bedeutung, aufwändige Gestaltung mit Erkern und mächtigem Eckerker, reiche Jugendstilfassade, reiche Jugendstilfassade, Erker an Ecke über kreisförmigem Grundriss. | 09243252 |
| Direkt Bild zu diesem Denkmal hochladen | Villa                                                                    | Greizer Straße 12 (Karte)                               | um 1895                             | ehemalige Fabrikantenvilla, baugeschichtlich und ortsgeschichtlich von Bedeutung, prächtiges Gründerzeitgebäude mit Klinkerfassade | 09243253 |
| Direkt Bild zu diesem Denkmal hochladen | Mietshaus in halboffener Bebauung                                        | Greizer Straße 15 (Karte)                               | um 1910                             | baugeschichtlich von Bedeutung, im Reformstil der Zeit um 1910 | 09243254 |
| Direkt Bild zu diesem Denkmal hochladen | Mietshaus in geschlossener Bebauung                                      | Greizer Straße 17 (Karte)                               | 1913                                | baugeschichtlich von Bedeutung, im Reformstil der Zeit um 1910 | 09243255 |
| Direkt Bild zu diesem Denkmal hochladen | Mietshaus in geschlossener Bebauung                                      | Greizer Straße 42 (Karte)                               | um 1910                             | baugeschichtlich von Bedeutung, im Reformstil der Zeit um 1910, mit Zierfachwerk-Giebel, Zwerchgiebel mit Fachwerk, Bleiglasfenster über Haustür, ähnlich Nummer 44. | 09243256 |
| Direkt Bild zu diesem Denkmal hochladen | Mietshaus in geschlossener Bebauung                                      | Greizer Straße 44 (Karte)                               | um 1910                             | baugeschichtlich von Bedeutung, im Reformstil der Zeit um 1910, mit Zierfachwerk-Giebel, Zwerchgiebel mit Fachwerk, Bleiglasfenster über Haustür. | 09243257 |
| Direkt Bild zu diesem Denkmal hochladen | Wohnhaus                                                                 | Grünanger 26 (Karte)                                    | 1812                                | ehemaliges Wohnstallhaus eines Bauernhofes, baugeschichtlich und stadtentwicklungsgeschichtlich von Bedeutung, Fachwerk mit massivem Erdgeschoss, beide Giebel massiv, Erdgeschoss massiv unterfahren, Haustür und Türgewände fehlen, Veränderungen im Fachwerk-Obergeschoss, Denkmal aufgrund der Ensemblewirkung und Sichtbeziehung. | 09243260 |
| Direkt Bild zu diesem Denkmal hochladen | Wohnhaus                                                                 | Grünanger 30 (Karte)                                    | um 1800                             | Häuslerhaus, baugeschichtlich und sozialgeschichtlich von Bedeutung, original erhaltenes Fachwerkhaus, giebelseitiger Anbau, guter Bauzustand. | 09243261 |
| Direkt Bild zu diesem Denkmal hochladen | Villa                                                                    | Gutenbergstraße 3 (Karte)                               | 1900                                | Villa mit Einfriedung und Doppelgarage im Hof, baugeschichtlich von Bedeutung, repräsentatives Gründerzeitgebäude, Türen, Fenster und Fassadengliederung original, Zaun, Tor und Garage, Villa für Paul Zimmermann. | 09243263 |
| Direkt Bild zu diesem Denkmal hochladen | Villa                                                                    | Gutenbergstraße 4 (Karte)                               | um 1900                             | Villa, mit Villengarten, Nebengebäude und Einfriedung, baugeschichtlich und künstlerisch von Bedeutung, repräsentatives gründerzeitliches Gebäude im Stil der Neorenaissance, Klinkerfassade mit Putz, Eckquaderung, Fenster und Türen original, Zaun und Pfeiler. | 09243264 |
| Direkt Bild zu diesem Denkmal hochladen | Wohnhaus in offener Bebauung, heute Teil eines Altenheims                | Heimweg 6 (Karte)                                       | 1925                                | baugeschichtlich von Bedeutung, im Heimatstil der 1920er Jahre; Bauherr: Siedlergenossenschaft des Nationalen Arbeiter-Unterstützungsverein e.GmbH, als Einfamilien-Doppelhaus gebaut (ursprünglich unter Am Walde 1 erfasst), ehemals Richard-Puchert-Haus, heute Altersheim Diakonie Westsachsen (Hauptanschrift: Am Walde 2), Wohn- und Pflegestätte Max Schubert für geistig Behinderte (Hauptanschrift: Am Walde 5) (siehe auch Heimweg 7) | 09243117 |
| Direkt Bild zu diesem Denkmal hochladen | Wohnhaus in offener Bebauung, heute Teil eines Altenheims                | Heimweg 7 (Karte)                                       | um 1935                             | baugeschichtlich von Bedeutung, im Heimatstil der 1920er Jahre, einfaches Zweckgebäude, Eingang überdacht (ursprünglich unter „Heimweg 9“ erfasst), Altersheim der Inneren Mission | 09243265 |
| Direkt Bild zu diesem Denkmal hochladen | Brunnen (mit neuerer Aufmauerung)                                        | Heinrich-Zille-Straße 5 (neben) (Karte)                 | 17. Jh.                             | historischer Brunnen, östlich von Haus Heinrich-Zille-Straße 5, von stadtgeschichtlichem Wert | 09243277 |
| Direkt Bild zu diesem Denkmal hochladen | Mietshaus in geschlossener Bebauung konzipiert                           | Heinrich-Zille-Straße 6a (Karte)                        | um 1890/1900                        | gründerzeitlicher Klinkerbau von baugeschichtlichem Wert, Klinkerfassade, Tür und Fenster original, glasierte Ziegel abgesetzt, Sockel Zyklopenmauerwerk. | 09243278 |
| Weitere Bilder                          | Denkmalensemble Baumgartensches und Schmelzersches Haus                  | (Karte)                                                 | bez. 1781 (Baumgartensches Haus)    | Gebäude-Ensemble bestehend aus: - Baumgartenschem Haus (ehemaliges Forsthaus, heute Museum), Holzstraße 2 (siehe ID: 09243269) - Schmelzerschem Haus (Fachwerkhaus; ehemals Nebengebäude zur Villa, heute zum Museum gehörend), Holzstraße 4 (siehe ID: 09243269) - Dampfmaschine mit Maschinenhaus und benachbartem Fabrikgebäude (neben dem Museumsgarten), Uferstraße 1 (siehe ID: 09243269) - Königlich-Sächsische Meilensteine (im Museumsgarten) - Einfriedung zum Grundstück und Hofpflaster - ehemalige Villa Schmelzer (heute Stadtbibliothek), Uferstraße 2a (siehe ID: 09243464) baugeschichtlich, ortsgeschichtlich und künstlerisch von Bedeutung, die älteren Gebäude von barocker Wirkung, die Dampfmaschine von 1899 bedeutendes technisches Denkmal (erste ihrer Art in Deutschland, die Dampf über Fernleitungen bekam), Von Friedrich August Baumgarten als Oberförsterwohnung und Amtsstelle des Werdauer Waldes gebaut. Exponate Museum: u. a. Dampfmaschinenanlage, Seilzug-Transmission | 09243269 |
| Weitere Bilder                          | Villa                                                                    | Holzstraße 1 (Karte)                                    | 1909                                | stattliche Villa mit Gartengrundstück, reich gegliederter Putzbau mit Fachwerkelementen, im Reformstil der Zeit um 1910, von baugeschichtlichem und baukünstlerischem Wert, Bauherr: Max Kunze | 09243268 |
| Weitere Bilder                          | Baumgartenschem Haus Forsthaus (ehem.)                                   | Holzstraße 2 (Karte)                                    | 1781                                | das ehemalige Forsthaus (als „Baumgartenschem Haus“ bezeichnet), Teil des Denkmalensembles „Baumgartensches und Schmelzersches Haus“ (ID: 09243269) ist heute Sitz des „Stadt- und Dampfmaschinenmuseum Werdau“ | 09243269 |
| Weitere Bilder                          | Schmelzerschem Haus Nebengebäude                                         | Holzstraße 4 (Karte)                                    | 1830                                | Fachwerkhaus (auch als „Schmelzerschem Haus“ bezeichnet), Teil des Denkmalensembles „Baumgartensches und Schmelzersches Haus“ (ID: 09243269), ehemaliges Nebengebäude der Villa Schmelzer (ID: 09243464), heute zum Museum gehörend | 09243269 |
| Direkt Bild zu diesem Denkmal hochladen | Villa mit Einfriedung                                                    | Holzstraße 19 (Karte)                                   | um 1915                             | zeittypischer Putzbau im Reformstil der Zeit um 1910, mit gut erhaltener Innenausstattung, baugeschichtlich von Bedeutung, annähernd quadratischer Grundriss, zweigeschossig, mehrere Erker mit halbrunden bzw. rechteckigen Grundriss – einer mit Balkon mit Balusterbrüstung, Sockel Werkstein, im Inneren Bleiglasfenster, teilweise Holzvertäfelung in Halle mit gewendelter Holztreppe, schlichte Stuckdecken. | 09247770 |
| Direkt Bild zu diesem Denkmal hochladen | Mietshaus in Ecklage und halboffener Bebauung                            | Holzstraße 20 (Karte)                                   | um 1905                             | gründerzeitlicher Klinkerbau in markanter Lage, von städtebaulicher Bedeutung, Klinkerfassade | 09243273 |
| Direkt Bild zu diesem Denkmal hochladen | Wohnhaus in Ecklage (Doppelhaus mit Zeppelinstraße 13)                   | Holzstraße 21 (Karte)                                   | um 1915                             | baugeschichtlich von Bedeutung, im Reformstil der Zeit um 1910, straßenbildprägend, mit Eckturm. | 09243274 |
| Direkt Bild zu diesem Denkmal hochladen | Mietshaus in geschlossener Bebauung                                      | Holzstraße 22 (Karte)                                   | um 1910                             | zeittypischer Putzbau in gutem Originalzustand von städtebaulichem Wert, dreigeschossig, Hauseingang mittig angeordnet, zwei polygonale zweigeschossige Erker an beiden Hausseiten, Frontgiebel, Mansarddach, zwei Schleppgauben, Fenster mit gesprossten Oberlichtern. | 09247769 |
| Direkt Bild zu diesem Denkmal hochladen | Schule mit Turnhalle                                                     | Holzstraße 23 (Karte)                                   | 1926–1928                           | architektonisch bemerkenswertes Bauensemble von hohem städtebaulichem Wert, im traditionalistischen Stil der 1920er Jahre, Architekten: Schilling & Graebner, Dresden, baugeschichtliche und ortshistorische Bedeutung, ehemalige Knabenschule, eingeweiht am 27. März 1928; heute „Diesterweg Oberschule Werdau“ | 09243275 |
| Direkt Bild zu diesem Denkmal hochladen | Mietshaus in geschlossener Bebauung                                      | Holzstraße 24 (Karte)                                   | um 1910                             | zeittypischer repräsentativer Putzbau in gutem Originalzustand, im Reformstil der Zeit um 1910, dreigeschossig, sechs Achsen, Hauseingang an linker Seite als großes Rundbogentor, in Hausmitte zweiachsiger und zweigeschossiger Erker mit Lisenen, Frontgiebel mit verziertem Giebeldreieck, Mansarddach mit zwei großen Dachhäuschen mit Satteldach. | 09247772 |
| Direkt Bild zu diesem Denkmal hochladen | Mietshaus in geschlossener Bebauung                                      | Holzstraße 26 (Karte)                                   | um 1910                             | zeittypischer Putzbau in gutem Originalzustand, im Reformstil der Zeit um 1910, vier Achsen, dreigeschossig, Mittelrisalit mit Putzlisenen, Putzstuckverzierungen, Frontgiebel mit Zierfachwerk, Mansarddach, Fenster mit gesprossten Oberlichtern, Hauseingang in Hausmitte. | 09247771 |
| Direkt Bild zu diesem Denkmal hochladen | Villa mit Einfriedung                                                    | Holzstraße 35b (Karte)                                  | um 1910                             | architektonisch qualitätvoller Putzbau im Reformstil der Zeit um 1910, baugeschichtlich von Bedeutung. | 09243276 |
| Weitere Bilder                          | St.-Bonifatius-Kirche                                                    | Holzstraße 36 (Karte)                                   | 1927–1929                           | Kath. Kirche mit Pfarrhaus; baugeschichtlich, künstlerisch und ortsgeschichtlich von Bedeutung, im traditionalistischen Stil der 1920er Jahre. Architekt: Max Mayer, Plauen; 5. Mai 1929 geweiht | 09243267 |
| Direkt Bild zu diesem Denkmal hochladen | Villa (zwei Hausnummern) mit Villengarten und Resten der Einfriedung     | Holzstraße 58; 60 (Karte)                               | um 1915                             | baugeschichtlich von Bedeutung, im Reformstil der Zeit um 1910, Einfriedung, Zaunspfeiler und Pforte, Zaun, Park, Wasserbecken, Fassade original, einige Um- und Anbauten, farbige Fassung Haus nicht original (ursprünglich unter Anschrift Holzstraße 14/16 erfasst). | 09243270 |
| Direkt Bild zu diesem Denkmal hochladen | Villa mit Villengarten und Resten der Einfriedung                        | Holzstraße 71 (Karte)                                   | um 1915                             | baugeschichtlich von Bedeutung, im Reformstil der Zeit um 1910, Zaun teilweise erhalten, Kunststeinpfeiler und Kunststeinsockel, Zaunsfelder Holzlattenzaun mit gesägten Latten, oben abgerundet, an Straßenecke Einfriedung durch verputzte Ziegelmauer (abgerundet). | 09243271 |
| Direkt Bild zu diesem Denkmal hochladen | Transformatorenhäuschen                                                  | Jägerweg (Karte)                                        | um 1920                             | technik- und baugeschichtlicher Wert, Walmdach, Putzbau über quadratischem Grundriss, Mansardzeltdach. | 09243279 |
| Weitere Bilder                          | Schmuckplatz                                                             | Johannisplatz (Karte)                                   | vor 1900                            | Platz mit großflächiger Grünanlage von gartenhistorischer und städtebaulicher Bedeutung, Rondell mit diagonal abgehenden Wegen, umgeben von ehemaligem Postamt, heutigem Hotel, Villen und Mietshäusern. | 09247778 |
| Weitere Bilder                          | Mietshaus                                                                | Johannisplatz 6 (Karte)                                 | um 1910                             | Mietshaus in geschlossener Bebauung konzipiert, baugeschichtlich von Bedeutung, im Reformstil der Zeit um 1910, in großstädtischer Formensprache. | 09243283 |
| Weitere Bilder                          | Mietshaus                                                                | Johannisplatz 7 (Karte)                                 | um 1900                             | Mietshaus in Ecklage (Brunnenstraße) und geschlossener Bebauung; baugeschichtlich und städtebaulich von Bedeutung, gründerzeitliche Klinkerfassade mit Eckbetonung durch Erker mit Zwiebelhaube | 09243284 |
| Weitere Bilder                          | Postgebäude                                                              | Johannisplatz 8 (Karte)                                 | 1887                                | ehem. Postamt Werdau, mit Erweiterungsbau an der Holzstraße und Innenhof an der Uferstraße; baugeschichtlich, ortsgeschichtlich und städtebaulich von Bedeutung, ehemaliges Kaiserliches Postamt und Telegraphenvermittlung, Hauptbau im Stil der Neorenaissance, Erweiterung ein Klinkerbau im Stil der Neuen Sachlichkeit der 1920er Jahre, 1927 nach Plänen von Postbaurat Edler erweitert, Klinkerfassade, Brief-, Geld- und Paketschalter. | 09243285 |
| Weitere Bilder                          | Mietshaus                                                                | Johannisplatz 9 (Karte)                                 | um 1900                             | Mietshaus in geschlossener Bebauung; baugeschichtlich von Bedeutung, gründerzeitliche Klinkerfassade. | 09243286 |
| Weitere Bilder                          | Villa                                                                    | Johannisplatz 10 (Karte)                                | um 1880/1890                        | Villa (an der Uferstraße neben ehem. Postamt) mit Resten der Gartengestaltung; baugeschichtlicher, ortsgeschichtlicher und baukünstlerischer Wert, repräsentativer Bau im Stil der Neorenaissance. | 09243288 |
| Weitere Bilder                          | Mietshaus                                                                | Johannisplatz 11 (Karte)                                | um 1920                             | Mietshaus in Ecklage (Hospitalstraße) und halboffener Bebauung, baugeschichtlich und städtebaulich von Bedeutung, im Stil der 1920er Jahre, bemerkenswerte Erkergestaltung. | 09243287 |
| Direkt Bild zu diesem Denkmal hochladen | Kontor- und Wohnhaus einer Fabrik, in halboffener Bebauung               | Johannisstraße 3 (Karte)                                | 1888                                | baugeschichtlich und ortsgeschichtlich von Bedeutung, gründerzeitliche Klinkerfassade. | 09243289 |
| Direkt Bild zu diesem Denkmal hochladen | Mietshaus in geschlossener Bebauung                                      | Johannisstraße 12 (Karte)                               | um 1900                             | zeittypischer gründerzeitliche Klinkerbau in gutem Originalzustand. | 09243290 |
| Direkt Bild zu diesem Denkmal hochladen | Mietshaus in geschlossener Bebauung konzipiert                           | Johannisstraße 13 (Karte)                               | um 1900                             | baugeschichtlich von Bedeutung, gründerzeitliche Klinkerfassade, Klinkerformsteine, originale Haustür, Fenster neu. | 09243291 |
| Direkt Bild zu diesem Denkmal hochladen | Mietshaus in geschlossener Bebauung                                      | Johannisstraße 14 (Karte)                               | um 1900                             | zeittypischer gründerzeitlicher Klinkerbau in gutem Originalzustand | 09243292 |
| Direkt Bild zu diesem Denkmal hochladen | Mietshaus in geschlossener Bebauung                                      | Johannisstraße 16 (Karte)                               | um 1900                             | zeittypischer gründerzeitlicher Klinkerbau in gutem Originalzustand. | 09243293 |
| Direkt Bild zu diesem Denkmal hochladen | Mietshaus in geschlossener Bebauung                                      | Johannisstraße 18 (Karte)                               | um 1900                             | zeittypischer gründerzeitlicher Klinkerbau in gutem Originalzustand | 09243294 |
| Direkt Bild zu diesem Denkmal hochladen | Maschinenfabrik                                                          | Johannisstraße 28 (Karte)                               | um 1900                             | ehem. Maschinenfabrik F.G.Dittes, baugeschichtlich, ortsgeschichtlich und technikgeschichtlich von Bedeutung, Gebäude der Gründerzeit (um 1900), Firma gegr. 1891, (ursprünglich unter Hausnummer 26 erfasst). | 09243295 |
| Direkt Bild zu diesem Denkmal hochladen | Teile des Stadtgutes: Wohnhaus und Schuppen, heute Jugendherberge        | Jugendheimweg 1 (Karte)                                 | um 1800 (ehem. Stadtgut)            | baugeschichtlich und ortsgeschichtlich von Bedeutung, barockes Wohnhaus und Fachwerkschuppen, Seitengebäude: Kellerhaus mit Fachwerk. | 09243296 |
| Direkt Bild zu diesem Denkmal hochladen | Doppelmietshaus                                                          | Karl-Liebknecht-Straße 1 (Karte)                        | um 1910                             | Doppelmietshaus (mit Zeppelinstraße 28) mit Resten der Einfriedung, baugeschichtlich von Bedeutung, im Reformstil der Zeit um 1910, gartenstadtähnliche Gestaltung, Teil eines Straßenzuges mit identisch gestalteten Häusern | 09243327 |
| Direkt Bild zu diesem Denkmal hochladen | Doppelmietshaus                                                          | Karl-Liebknecht-Straße 2 (Karte)                        | um 1910                             | Doppelmietshaus (mit Zeppelinstraße 26) mit Resten der Einfriedung, baugeschichtlich von Bedeutung, im Reformstil der Zeit um 1910, gartenstadtähnliche Gestaltung, Teil eines Straßenzuges mit identisch gestalteten Häusern | 09243328 |
| Direkt Bild zu diesem Denkmal hochladen | Doppelmietshaus                                                          | Karl-Liebknecht-Straße 3; 5 (Karte)                     | um 1910                             | Doppelmietshaus mit Einfriedung, baugeschichtlich von Bedeutung, im Reformstil der Zeit um 1910, gartenstadtähnliche Gestaltung, Teil eines Straßenzuges mit identisch gestalteten Häusern, Wohnsiedlung, alle Häuser einheitlich gestaltet, Zwerchgiebel Fachwerk, Häuserzeile mit Doppelhäusern aus gleicher Zeit mit gleicher Gestaltung, auch Einfassung gleich, bei allen Putz, Fenster, Türen gut erhalten, alle Häuser für Beschäftigte der Deutschen Reichsbahn erbaut. | 09243329 |
| Direkt Bild zu diesem Denkmal hochladen | Doppelmietshaus                                                          | Karl-Liebknecht-Straße 4; 6 (Karte)                     | um 1910                             | Doppelmietshaus mit Resten der Einfriedung, baugeschichtlich von Bedeutung, im Reformstil der Zeit um 1910, gartenstadtähnliche Gestaltung, Teil eines Straßenzuges mit identisch gestalteten Häusern, Wohnsiedlung, alle Häuser einheitlich gestaltet, Zwerchgiebel Fachwerk, Häuserzeile mit Doppelhäusern aus gleicher Zeit mit gleicher Gestaltung, auch Einfassung gleich, bei allen Putz, Fenster, Türen gut erhalten, alle Häuser für Beschäftigte der Deutschen Reichsbahn erbaut | 09243330 |
| Direkt Bild zu diesem Denkmal hochladen | Doppelmietshaus                                                          | Karl-Liebknecht-Straße 7; 9 (Karte)                     | um 1910                             | Doppelmietshaus mit Einfriedung, baugeschichtlich von Bedeutung, im Reformstil der Zeit um 1910, gartenstadtähnliche Gestaltung, Teil eines Straßenzuges mit identisch gestalteten Häusern, Teil eines Straßenzuges mit identisch gestalteten Häusern, Wohnsiedlung, alle Häuser einheitlich gestaltet, Zwerchgiebel Fachwerk, Häuserzeile mit Doppelhäusern aus gleicher Zeit mit gleicher Gestaltung, auch Einfassung gleich, bei allen Putz, Fenster, Türen gut erhalten, alle Häuser für Beschäftigte der Deutschen Reichsbahn erbaut. | 09243331 |
| Direkt Bild zu diesem Denkmal hochladen | Doppelmietshaus                                                          | Karl-Liebknecht-Straße 8; 10 (Karte)                    | um 1910                             | Doppelmietshaus in Ecklage, mit Einfriedung, baugeschichtlich von Bedeutung, im Reformstil der Zeit um 1910, gartenstadtähnliche Gestaltung, Teil eines Straßenzuges mit identisch gestalteten Häusern | 09243332 |
| Direkt Bild zu diesem Denkmal hochladen | Doppelmietshaus                                                          | Karl-Liebknecht-Straße 11; 13 (Karte)                   | um 1910                             | Doppelmietshaus in Ecklage, mit Einfriedung, baugeschichtlich von Bedeutung, im Reformstil der Zeit um 1910, gartenstadtähnliche Gestaltung, Teil eines Straßenzuges mit identisch gestalteten Häusern, Wohnsiedlung, alle Häuser einheitlich gestaltet, Zwerchgiebel Fachwerk, Häuserzeile mit Doppelhäusern aus gleicher Zeit mit gleicher Gestaltung, auch Einfassung gleich, bei allen Putz, Fenster, Türen gut erhalten, alle Häuser für Beschäftigte der Deutschen Reichsbahn erbaut | 09243333 |
| Weitere Bilder                          | Mietshaus                                                                | Karlstraße 4 (Karte)                                    | um 1890                             | Mietshaus in offener Bebauung; mit seitlicher Einfriedung, baugeschichtlich von Bedeutung, straßenbildprägendes Gründerzeitgebäude mit Klinkerfassade | 09243300 |
| Weitere Bilder                          | Mietshaus                                                                | Karlstraße 6 (Karte)                                    | um 1890                             | Mietshaus in halboffener Bebauung; baugeschichtlich von Bedeutung, gründerzeitliche Klinkerfassade. | 09243301 |
| Weitere Bilder                          | Mietshaus                                                                | Karlstraße 8 (Karte)                                    | 1898                                | Mietshaus in halboffener Bebauung; mit seitlichem Torbogen, baugeschichtlich von Bedeutung, Gründerzeitgebäude mit straßenbildprägendem Erker, Gebäude mit Haus Nummer 10 durch Torbogen verbunden. | 09243302 |
| Weitere Bilder                          | Wohnhaus                                                                 | Katharinenstraße 10 (Karte)                             | 1885                                | baugeschichtlich von Bedeutung, gründerzeitlicher Putzbau, Bauausführung: Baugeschäft Hugo Ungethüm, Baugeschäft Werdau, erbaut für Paul Krügelstein, als Landhaus gestaltet. | 09243304 |
| Weitere Bilder                          | Mietshaus                                                                | Katharinenstraße 12 (Karte)                             | bez. 1898                           | Mietshaus in halboffener Bebauung; baugeschichtlich von Bedeutung, gründerzeitliche Klinkerfassade. | 09243306 |
| Weitere Bilder                          | Mietshaus                                                                | Katharinenstraße 16 (Karte)                             | nach 1900                           | Mietshaus in geschlossener Bebauung; baugeschichtlich von Bedeutung, Jugendstilgebäude | 09243308 |
| Weitere Bilder                          | Wohnhaus                                                                 | Katharinenstraße 18 (Karte)                             | 1905                                | Wohnhaus in halboffener Bebauung; als Wohnhaus erbautes villenartiges Jugendstilgebäude (heute Hotel) mit qualitätvoller Innenausstattung, baugeschichtlich von Bedeutung, reiche Jugendstil-Innenausstattung, Malerei und Farbglasfenster, heute Hotel „Katharinen-Hof Werdau“ | 09243309 |
| Weitere Bilder                          | Nebengebäude                                                             | Katharinenstraße 18a; 18b (Karte)                       | um 1905                             | Nebengebäude (zwei Hausnummern) in halboffener Bebauung; des benachbarten Wohnhauses (Nr. 18), baugeschichtlich von Bedeutung, Jugendstil-Anklänge, gute Innenausstattung | 09247745 |
| Weitere Bilder                          | Mietshaus                                                                | Katharinenstraße 20 (Karte)                             | um 1907                             | Mietshaus in geschlossener Bebauung; baugeschichtlich von Bedeutung, Jugendstilgebäude. | 09243310 |
| Weitere Bilder                          | Mietshaus                                                                | Katharinenstraße 26 (Karte)                             | um 1907                             | Mietshaus in geschlossener Bebauung; baugeschichtlich von Bedeutung, Klinkerfassade, Anklänge an Jugendstil und Neogotik | 09243313 |
| Weitere Bilder                          | Kirche mit Ausstattung                                                   | Kirchplatz (Karte)                                      | 1760–1764                           | evangelische St.Marien-Kirche; baugeschichtlich, ortsgeschichtlich, künstlerisch und ortsbildprägend von Bedeutung, spätbarocke Saalkirche nach Plänen von Samuel Locke, Turm im Neorenaissancestil des 19. Jh., 1756 durch Stadtbrand zerstört und nach Plänen von Samuel Locke, Schüler Pöppelmanns wiederaufgebaut, Einweihung erfolgte 1764 - Ausstattung: Abendmahlskelch Mitte 15. Jh., Altar, Kanzel, Orgelprospekt Mitte 18. Jh., Kruzifix, Silber, bezeichnet 1766 fälschlicherweise erfasst unter Anschrift: Kirchplatz 29, die Flurstücksnummer ist 29, besitzt keine Hausnummer. | 09243316 |
| Direkt Bild zu diesem Denkmal hochladen | Wohnhaus                                                                 | Kleine Brüderstraße 2 (Karte)                           | 1921                                | im Erdgeschoss Küche und Speiseraum der Textilfabrik Otto Ullrich, dabei Verbindung mit August-Bebel-Straße 89 (siehe auch dort), zeittypischer Putzbau, die vier mittleren Achsen über die Traufe geführt und mit Dreiecksgiebel versehen, von ortsgeschichtlicher Bedeutung, dreigeschossig, Lisenengliederung mit Rustika, Rechteckfenster, Mansarddach, im Inneren schlicht, ohne Besonderheiten, durch Treppenhaus mit Vordergebäude der Tuchfabrik verbunden. Als Bestandteil der ehemaligen Tuchfabrik in die Denkmalliste aufgenommen. | 09245998 |
| Direkt Bild zu diesem Denkmal hochladen | Wohnhaus in Ecklage und halboffener Bebauung                             | Königswalder Straße 16 (Karte)                          | um 1890                             | zeittypischer gründerzeitlicher Klinkerbau in gutem Originalzustand, zweigeschossig, 3 × 4 Achsen, roter Klinker, Sockel Polygonalmauerwerk, kräftiges Gurtgesims, Segmentbogenfenster im Erdgeschoss, Rechteckfenster mit waagerechter Verdachung im Obergeschoss, diese unterhalb Verdachung mit pflanzlichem Dekor, Fensterbrüstungen mit pflanzlichem Dekor, Hauseingang seitlich | 09247766 |
| Direkt Bild zu diesem Denkmal hochladen | Villa                                                                    | Königswalder Straße 19 (Karte)                          | 1922                                | baugeschichtlich von Bedeutung, im Reformstil der Zeit um 1910, repräsentative Eingangsgestaltung, Bauherr: Firma Wilhelm Kaufmann, Textilwerke Pirna | 09243317 |
| Direkt Bild zu diesem Denkmal hochladen | Mietshaus in geschlossener Bebauung                                      | Leipziger Straße 29 (Karte)                             | um 1910                             | baugeschichtlich von Bedeutung, original erhaltener Putzbau im Reformstil der Zeit um 1910, ortsbildprägende Lage. | 09243325 |
| Direkt Bild zu diesem Denkmal hochladen | Wohn- und Geschäftshaus in Ecklage                                       | Leipziger Straße 31 (Karte)                             | bez. 1913                           | baugeschichtlich von Bedeutung, original erhaltener Putzbau im Reformstil der Zeit um 1910, ortsbildprägende Lage | 09243326 |
| Direkt Bild zu diesem Denkmal hochladen | Mietshaus in geschlossener Bebauung konzipiert                           | Leubnitzer Bahnhofstraße 26 (Karte)                     | um 1900                             | repräsentativer gründerzeitlicher Klinkerbau in gutem Originalzustand von städtebaulicher Bedeutung, dreigeschossig, Mittelrisalit, zweiachsig, Traufseite sechs Achsen, gelber Klinker, linke Seite Hofeinfahrt, gleiche Gestaltung wie Nachbarhaus, plastische Fassadenbildung, Haustor original, zweiachsiger Frontispiz | 09247757 |
| Direkt Bild zu diesem Denkmal hochladen | Mietshaus in geschlossener Bebauung                                      | Leubnitzer Bahnhofstraße 28 (Karte)                     | um 1900                             | repräsentativer gründerzeitlicher Klinkerbau in gutem Originalzustand von städtebaulicher Bedeutung, dreigeschossig, Mittelrisalit, zweiachsig, Traufseite sechs Achsen, gelber Klinker, linke Seite Toreinfahrt, gleiche Gestaltung wie Nachbarhaus, plastische Fassadenbildung, Haustor original, zweiachsiges Frontispiz | 09247756 |
| Direkt Bild zu diesem Denkmal hochladen | Mietshaus in Ecklage                                                     | Leubnitzer Bahnhofstraße 30 (Karte)                     | um 1900                             | original erhaltener, gründerzeitlicher Klinkerbau von städtebaulicher Bedeutung, dreigeschossig, gelber Klinker, aufwändige Fenstereinfassungen und -bekrönungen: Köpfe, waagerechte Verdachung, Putzstuckdekoration mit floralen Motiven, Ecke polygonal – viergeschossig. | 09247759 |
| Weitere Bilder                          | Mietshaus in Ecklage                                                     | Marienstraße 21 (Karte)                                 | um 1890                             | mit Laden, baugeschichtlich und städtebaulich von Bedeutung, repräsentative gründerzeitliche Putzfassade, ortsbildprägende Lage. | 09243334 |
| Direkt Bild zu diesem Denkmal hochladen | Wohnhaus mit Anbau, in Ecklage                                           | Markt 1 (Karte)                                         | 1. Hälfte 19. Jh.                   | baugeschichtlich und platzbildprägend von Bedeutung, von barocker Wirkung mit Mansarddach. | 09243335 |
| Direkt Bild zu diesem Denkmal hochladen | Wohn- und Geschäftshaus in Ecklage                                       | Markt 2 (Karte)                                         | um 1925, im Kern älter              | baugeschichtlich von Bedeutung, repräsentative Putzfassade in ortsbildprägender Lage | 09243336 |
| Direkt Bild zu diesem Denkmal hochladen | Wohnhaus in geschlossener Bebauung                                       | Markt 3 (Karte)                                         | 1. Hälfte 19. Jh.                   | baugeschichtlich von Bedeutung, schlichter Putzbau | 09243337 |
| Direkt Bild zu diesem Denkmal hochladen | Mietshaus in geschlossener Bebauung                                      | Markt 4 (Karte)                                         | 1885                                | baugeschichtlich von Bedeutung, Gründerzeitgebäude, 1942 Erdgeschoss neugestaltet | 09243338 |
| Direkt Bild zu diesem Denkmal hochladen | Wohnhaus in halboffener Bebauung                                         | Markt 5 (Karte)                                         | 1. Hälfte 19. Jh.                   | baugeschichtlich von Bedeutung, schlichter Putzbau, im Kern vermutlich barock | 09243339 |
| Direkt Bild zu diesem Denkmal hochladen | Mietshaus in geschlossener Bebauung                                      | Markt 6 (Karte)                                         | um 1890                             | baugeschichtlich von Bedeutung, Gründerzeitgebäude, Erdgeschoss mit veränderter Ladenfront | 09243340 |
| Direkt Bild zu diesem Denkmal hochladen | Wohn- und Geschäftshaus, heute Bankgebäude                               | Markt 7 (Karte)                                         | um 1875/1885                        | platzbildprägend und baugeschichtlich von Bedeutung, repräsentatives Gründerzeitgebäude im Stil der Neorenaissance, Balkon mit schmiedeeisernem Gitter über dem Eingang | 09243341 |
| Direkt Bild zu diesem Denkmal hochladen | Mietshaus in geschlossener Bebauung                                      | Markt 8 (Karte)                                         | um 1890                             | baugeschichtlich von Bedeutung, Gründerzeitgebäude | 09243342 |
| Direkt Bild zu diesem Denkmal hochladen | Mietshaus in geschlossener Bebauung                                      | Markt 9 (Karte)                                         | bez. 1891                           | baugeschichtlich von Bedeutung, repräsentatives Gründerzeitgebäude mit Giebel | 09243343 |
| Direkt Bild zu diesem Denkmal hochladen | Wohn- und Geschäftshaus in Ecklage                                       | Markt 10 (Karte)                                        | um 1910                             | baugeschichtlich und baukünstlerisch von Bedeutung, wuchtiges Gebäude im Reformstil der Zeit um 1910 mit großem Eckerker, ortsbildprägende Lage gegenüber dem Rathaus | 09243344 |
| Weitere Bilder                          | Rathaus                                                                  | Markt 14; 16; 18 (Karte)                                | 1908–1911                           | baukünstlerisch bemerkenswerter Neorenaissancebau, überaus stattliches Gebäude von malerischer Wirkung, Details zum Teil in Jugendstil, baugeschichtlich, ortsgeschichtlich und ortsbildprägend von Bedeutung, Originale Innenausstattung, Blei- und Buntverglasungen, Glasmalerei in Antikglas, Repräsentationsräume: Bürgermeisterzimmer, Stadtverordnetensaal, Eheschließungszimmer | 09243347 |
| Direkt Bild zu diesem Denkmal hochladen | Mietshaus in geschlossener Bebauung                                      | Markt 21 (Karte)                                        | um 1890                             | baugeschichtlich von Bedeutung, Gründerzeitgebäude | 09243351 |
| Direkt Bild zu diesem Denkmal hochladen | Wohn- und Geschäftshaus in geschlossener Bebauung                        | Markt 24 (Karte)                                        | 2. Hälfte 19. Jh.                   | baugeschichtlich von Bedeutung, Gründerzeitgebäude mit veränderter Putzfassade, heute Konditorei und Kunstcafé | 09243353 |
| Direkt Bild zu diesem Denkmal hochladen | Wohn- und Geschäftshaus in geschlossener Bebauung                        | Markt 26 (Karte)                                        | um 1890                             | gründerzeitlicher Klinkerbau in sehr gutem Originalzustand, Betonung der Eingangsachse in der Fassade, im Treppenhaus ursprüngliche Ausstattung: Treppengeländer, Malerei, Stuckdekor, Säulen, Türen. | 09243354 |
| Direkt Bild zu diesem Denkmal hochladen | Wohn- und Geschäftshaus in geschlossener Bebauung                        | Markt 27 (Karte)                                        | Anfang 20. Jh.                      | baugeschichtlich von Bedeutung, mit Jugendstildekor | 09243355 |
| Direkt Bild zu diesem Denkmal hochladen | Wohnhaus in halboffener Bebauung mit Hintergebäuden                      | Markt 28 (Karte)                                        | 2. Hälfte 18. Jh.                   | baugeschichtlich und ortsgeschichtlich von Bedeutung, ehemaliger Ackerbürgerhof, barockes Gebäude, heute Café am Markt, ehemaliger Ackerbürgerhof gefährdet, Wohnhaus teilsaniert | 09243356 |
| Direkt Bild zu diesem Denkmal hochladen | ehem. Hotel (mit zwei Hausnummern)                                       | Markt 29; 31 (Karte)                                    | bez. 1880                           | ehemaliges Hotel zum Löwen, heute Wohnhaus und Sparkassengebäude, repräsentativer gründerzeitlicher Putzbau von baukünstlerischer Bedeutung, platzbildprägend | 09243358 |
| Direkt Bild zu diesem Denkmal hochladen | Wohnhaus in geschlossener Bebauung                                       | Markt 33 (Karte)                                        | 1. Hälfte 19. Jh., später überformt | baugeschichtlich von Bedeutung, Fassade im Art-Déco-Stil der 1920er Jahre, im Kern wesentlich älter | 09243360 |
| Direkt Bild zu diesem Denkmal hochladen | Wohnhaus in geschlossener Bebauung                                       | Markt 34 (Karte)                                        | 1. Hälfte 19. Jh.                   | baugeschichtlich von Bedeutung, schlichte Putzfassade und Mansarddach, Fassade modernisiert | 09243361 |
| Direkt Bild zu diesem Denkmal hochladen | Wohnhaus in geschlossener Bebauung mit Uhr                               | Markt 35 (Karte)                                        | 1. Hälfte 19. Jh.                   | baugeschichtlich von Bedeutung, schlichte Putzfassade, Fassade modernisiert | 09243362 |
| Direkt Bild zu diesem Denkmal hochladen | Wohnhaus in geschlossener Bebauung                                       | Markt 36 (Karte)                                        | 1. Hälfte 19. Jh.                   | baugeschichtlich von Bedeutung, schlichte Putzfassade und Mansarddach, mit nachträglichem Ladeneinbau | 09243363 |
| Direkt Bild zu diesem Denkmal hochladen | Wohnhaus in Ecklage, mit Hinterhaus (Laubengang im Hof)                  | Markt 38 (Karte)                                        | 1. Hälfte 19. Jh., später überformt | baugeschichtlich von Bedeutung, einfacher Putzbau mit Mansarddach, gründerzeitlich überformt, Laubengang gefährdet, Wohn- und Geschäftshaus teilsaniert | 09243365 |
| Direkt Bild zu diesem Denkmal hochladen | Wohn- und Geschäftshaus in Ecklage mit Hintergebäuden, heute Bankgebäude | Markt 39 (Karte)                                        | um 1880/1890                        | baugeschichtlich von Bedeutung, repräsentatives Gründerzeitgebäude, reich dekorierte Putzfassade | 09243366 |
| Direkt Bild zu diesem Denkmal hochladen | Wohnhaus in Ecklage                                                      | Markt 42 (Karte)                                        | 1. Hälfte 19. Jh.                   | baugeschichtlich von Bedeutung, einfacher Putzbau mit Mansarddach, städtebaulich wichtige Lage nahe der Stadtkirche, äußerlich überformt, im Kern vermutlich um 1800, Mansardwalmdach, Abbruch genehmigt | 09243368 |
| Direkt Bild zu diesem Denkmal hochladen | Wohnhaus in geschlossener Bebauung                                       | Markt 50 (Karte)                                        | 1. Hälfte 19. Jh.                   | baugeschichtlich von Bedeutung, einfacher Putzbau mit Mansarddach und Toreinfahrt | 09243373 |
| Direkt Bild zu diesem Denkmal hochladen | Wohnhaus mit Rest der ehemaligen Stadtmauer                              | Markt 53 (Karte)                                        | 1. Hälfte 19. Jh.                   | orts- und baugeschichtlich von Bedeutung, einfacher Putzbau mit Mansarddach und Zwerchhaus, stadtbildprägende Lage, erweitert um 1910, eventuell Reste der alten Stadtmauer | 09243375 |
| Direkt Bild zu diesem Denkmal hochladen | Mietshaus in geschlossener Bebauung konzipiert                           | Mühlenstraße 2 (Karte)                                  | um 1915                             | baugeschichtlich von Bedeutung, im Reformstil der Zeit um 1910, Fassadengliederung und Putz zum großen Teil original, zum Teil Veränderungen | 09243377 |
| Direkt Bild zu diesem Denkmal hochladen | Türportal eines Wohnhauses                                               | Mühlgraben 5 (Karte)                                    | bez. 1771 (Portal)                  | handwerklich-künstlerisch von Bedeutung, barockes Korbbogenportal, Fachwerkwohnhauses, Fachwerk allerdings komplett erneuert, daher nur noch Portal als Denkmal | 09243378 |
| Direkt Bild zu diesem Denkmal hochladen | Wohnhaus in halboffener Bebauung                                         | Oststraße 3 (Karte)                                     | um 1900                             | villenartiger gründerzeitlicher Klinkerbau in gutem Originalzustand, mit seitlicher Toreinfahrt; baugeschichtlich von Bedeutung, Zweigeschossig, roter Klinker, fünf Achsen, Seitenrisalit mit gebundenen Fenstern, aufwändige Fenstereinfassungen, Seitenrisalit dreigeschossig, Dacherker mit Dreieckgiebelverdachung, originale Fenster, Einfriedung: vier Zaunspfeiler aus rotem Klinker | 09247765 |
| Direkt Bild zu diesem Denkmal hochladen | Mietshaus in geschlossener Bebauung                                      | Ottostraße 9 (Karte)                                    | um 1900                             | qualitätvoller gründerzeitlicher Klinkerbau in gutem Originalzustand, mehrfarbige Ziegelfassade, baugeschichtlich von Bedeutung, dreigeschossig, Haustor links, gelber Klinker, zweiachsiger Dacherker, ansonsten wie Nummer 11. | 09247777 |
| Direkt Bild zu diesem Denkmal hochladen | Mietshaus in Ecklage und in geschlossener Bebauung                       | Ottostraße 11 (Karte)                                   | um 1900                             | städtebaulich bedeutender Klinkerbau in gutem Originalzustand, mehrfarbige Ziegelfassade, baugeschichtlich von Bedeutung, ursprünglich mit Laden, dreigeschossig, Ecke viergeschossig und polygonal gebrochen, Klinkerornamentik mit Zahnschnittfries und Deutsches Band sowie farbig abgesetzte Läufer- und Binderschichten, roter Klinker | 09247752 |
| Direkt Bild zu diesem Denkmal hochladen | Mietshaus in Ecklage und in geschlossener Bebauung                       | Ottostraße 18 (Karte)                                   | um 1900                             | zeittypischer gründerzeitlicher Klinkerbau von städtebaulicher Bedeutung, Eckbetonung durch Zinnenkranz als Dachabschluss, dreigeschossig, Ecke viergeschossig, Eckrisalit, Sockel Rochlitzer Porphyrtuff, Polygonmauerwerk, roter Klinker, kräftiges Gurtgesims, 1. Obergeschoss betont durch waagerechte Fensterverdachung und Dreieckgiebelverdachung | 09247751 |
| Direkt Bild zu diesem Denkmal hochladen | Wohnhaus in offener Bebauung                                             | Otto-Türpe-Straße 24 (Karte)                            | um 1910                             | schlichter zeittypischer Putzbau im Reformstil der Zeit um 1910, von baugeschichtlichem Wert, um 1930 überformt | 09243380 |
| Direkt Bild zu diesem Denkmal hochladen | Mauerfragmente der ehemaligen Egidienkirche                              | Pestalozzistraße 1 (Karte)                              | mittelalterlich (Kirchenruine)      | Mauerreste der ehemaligen St.Egidienkirche auf der Rückseite von Haus Pestalozzistraße 1, stadtgeschichtlicher Wert | 09243389 |
| Direkt Bild zu diesem Denkmal hochladen | Mietshaus in geschlossener Bebauung                                      | Pestalozzistraße 3 (Karte)                              | um 1905                             | zeittypischer Putzbau in gutem Originalzustand von baugeschichtlichem Wert, im Reformstil der Zeit um 1910 | 09243390 |
| Direkt Bild zu diesem Denkmal hochladen | Mietshaus in geschlossener Bebauung                                      | Pestalozzistraße 4 (Karte)                              | um 1890                             | zeittypischer gründerzeitlicher Putzbau in gutem Originalzustand | 09243391 |
| Direkt Bild zu diesem Denkmal hochladen | Mietshaus in geschlossener Bebauung                                      | Pestalozzistraße 6 (Karte)                              | um 1890                             | reich gegliederter, gründerzeitlicher Putzbau von baugeschichtlichem Wert | 09243392 |
| Direkt Bild zu diesem Denkmal hochladen | Mietshaus in geschlossener Bebauung                                      | Pestalozzistraße 8 (Karte)                              | um 1890                             | zeittypischer, gut gegliederter Putzbau von baugeschichtlichem Wert, nachträglich Ladeneinbau | 09243393 |
| Direkt Bild zu diesem Denkmal hochladen | Mietshaus in geschlossener Bebauung                                      | Pestalozzistraße 12 (Karte)                             | um 1890                             | architektonisch anspruchsvoller Putzbau von baugeschichtlichem Wert. | 09243395 |
| Direkt Bild zu diesem Denkmal hochladen | Gebäude II des Gymnasiums Alexander-von-Humboldt                         | Pestalozzistraße 45 (Karte)                             | 1906                                | ehemalige Schule für Lernbehinderte, heute Haus II des Gymnasium „Alexander-von-Humboldt“, architektonisch qualitätvolles Gebäude in gutem Originalzustand, ortsgeschichtlich interessant, zurückhaltende Jugendstilornamentik, Sechsklassiges Schulgebäude, Holzerker über beide Obergeschosse, dreigeschossig, Bossenquaderung im Erdgeschoss und Sockelgeschoss, Putzfassade, der Erker in Goethestraße, Holz, kannelierte Säulen, Reliefdarstellungen an Fensterbrüstungen bzw. Baluster eingestellt, polygonaler Grundriss, alle Fenster in Schule erneuert, über Fenstern und an Fensterbrüstungen Reliefs, Krüppelwalm- und Satteldach, am Dacherker weit vorstehendes Dach, zurückhaltende Jugendstilornamentik, im Eingangsbereich Inschrift „Lehre gibt Ehre“, im Inneren schöne Jugendstiltüren erhalten, regionale gute handwerkliche Leistungen, Fassade vermutlich vereinfacht, Denkmalwert: wissensch. Wert als zeittypischer qualitätvoller Schulbau, städtebauliche Wirkung durch dominante Lage und Ensemblewirkung mit benachbarten Schule, Giebel mit Volutenblendgiebel mit Putzstuckverzierungen, Darstellung von Kindern mit Lehrerin an Tafel | 09243388 |
| Direkt Bild zu diesem Denkmal hochladen | Wohn- und Geschäftshaus in halboffener Bebauung                          | Plauensche Straße 7 (Karte)                             | um 1910                             | zeittypischer Putzbau in gutem Originalzustand, im Reformstil der Zeit um 1910, baugeschichtlich von Bedeutung, Erdgeschoss große Schaufenster, halbrunder Erker im Obergeschoss, schlichter Putzbau. | 09247775 |
| Direkt Bild zu diesem Denkmal hochladen | Wohn- und Geschäftshaus in geschlossener Bebauung                        | Plauensche Straße 7a (Karte)                            | um 1910                             | im Reformstil der Zeit um 1910, baugeschichtlich von Bedeutung. | 09243402 |
| Direkt Bild zu diesem Denkmal hochladen | Wohn- und Geschäftshaus in geschlossener Bebauung                        | Plauensche Straße 7b (Karte)                            | um 1910                             | im Reformstil der Zeit um 1910, baugeschichtlich von Bedeutung | 09243403 |
| Direkt Bild zu diesem Denkmal hochladen | Mietshaus in geschlossener Bebauung                                      | Plauensche Straße 7c (Karte)                            | um 1910                             | im Reformstil der Zeit um 1910, baugeschichtlich von Bedeutung | 09243404 |
| Weitere Bilder                          | Wohn- und Verwaltungsgebäude                                             | Plauensche Straße 13 (Karte)                            | um 1850/1860                        | Teil einer ehemaligen Gießerei, baugeschichtlich und ortsgeschichtlich von Bedeutung, fein dekorierte, gründerzeitliche Putzfassade, Innenausstattung im Art déco, Marmortreppe, Türen, Spiegel, Bank, im Obergeschoss fast vollständig erhaltene Wohndiele, Pferdestall liegt vis-a-vis, Gebäude gefährdet. | 09243406 |
| Weitere Bilder                          | Erker eines Wohnhauses                                                   | Plauensche Straße 15 (Karte)                            | um 1880 (Holzerker)                 | reich verzierter Holzerker, handwerklich-künstlerisch von Bedeutung | 09247774 |
| Direkt Bild zu diesem Denkmal hochladen | Mietshaus in halboffener Bebauung                                        | Plauensche Straße 18 (Karte)                            | 1893                                | mit Laden, baugeschichtlich von Bedeutung, gründerzeitliche Klinkerfassade | 09243407 |
| Direkt Bild zu diesem Denkmal hochladen | Wohnhaus (zwei Gebäudeteile) mit Läden, in halboffener Bebauung          | Plauensche Straße 20; 22 (Karte)                        | um 1880/1890                        | baugeschichtlich von Bedeutung, gründerzeitliche Klinkerfassaden, Geschäftshaus mit Nebengebäude (Schuhhaus) | 09243408 |
| Direkt Bild zu diesem Denkmal hochladen | Mietshaus in geschlossener Bebauung                                      | Plauensche Straße 25 (Karte)                            | um 1880/1890                        | baugeschichtlich von Bedeutung, gründerzeitliche Putzfassade | 09243409 |
| Direkt Bild zu diesem Denkmal hochladen | Mietshaus in halboffener Bebauung                                        | Plauensche Straße 27 (Karte)                            | um 1880/1890                        | baugeschichtlich von Bedeutung, gründerzeitliche Putzfassade, im Flur Stuckdecken (Rippengewölbe) | 09243410 |
| Direkt Bild zu diesem Denkmal hochladen | Wohn- und Geschäftshaus in geschlossener Bebauung                        | Plauensche Straße 50 (Karte)                            | 1860–1880                           | gründerzeitlicher Putzbau, baugeschichtlich von Bedeutung, kleines Wohnhaus mit Laden, viel bauzeitliche Ausstattung (Türen, Fenster, Böden, Treppenhaus etc.) | 09305322 |
| Direkt Bild zu diesem Denkmal hochladen | Doppelwohnhaus in geschlossener Bebauung                                 | Plauensche Straße 54 (Karte)                            | um 1870                             | gründerzeitlicher Putzbau in typischer Gestaltung, baugeschichtlich von Bedeutung, Putzfassade | 09243412 |
| Direkt Bild zu diesem Denkmal hochladen | Mietshaus in Ecklage                                                     | Plauensche Straße 66 (Karte)                            | bez. 1899                           | mit Laden, aufwändig gestalteter, gründerzeitlicher Putzbau, von baugeschichtlicher und ortsbildprägender Bedeutung, Pilaster mit reich verzierten Kapitellen, Putzquaderung Erdgeschoss, Ecke halbrund ausgebildet mit Laden, Haustür original, am Medaillon an Hausecke bezeichnet „1899“ | 09243400 |
| Direkt Bild zu diesem Denkmal hochladen | Mietshaus in geschlossener Bebauung                                      | Plauensche Straße 66a (Karte)                           | um 1899                             | baugeschichtlich von Bedeutung, Gründerzeitgebäude mit straßenbildprägendem, mit mächtigem Erker | 09243413 |
| Direkt Bild zu diesem Denkmal hochladen | Mietshaus in geschlossener Bebauung                                      | Plauensche Straße 68 (Karte)                            | um 1910                             | Mietshaus als Doppelhaus mit Nr. 70, baugeschichtlich von Bedeutung, im Reformstil der Zeit um 1910, gleiche Gestaltung wie Nachbarhäuser | 09243414 |
| Direkt Bild zu diesem Denkmal hochladen | Mietshaus in geschlossener Bebauung                                      | Plauensche Straße 70 (Karte)                            | um 1910                             | Mietshaus als Doppelhaus mit Nr. 68, baugeschichtlich von Bedeutung, im Reformstil der Zeit um 1910, gleiche Gestaltung wie Nachbarhäuser | 09243125 |
| Direkt Bild zu diesem Denkmal hochladen | Doppelmietshaus in geschlossener Bebauung                                | Plauensche Straße 72 (Karte)                            | um 1910                             | baugeschichtlich von Bedeutung, im Reformstil der Zeit um 1910, bauliches Ensemble mit Nachbarhäusern (siehe auch Rathenaustraße 27 und Plauensche Straße 68/70) | 09244130 |
| Direkt Bild zu diesem Denkmal hochladen | Mietshaus in halboffener Bebauung                                        | Plauensche Straße 76 (Karte)                            | um 1900                             | baugeschichtlich von Bedeutung, reich dekoriertes Gründerzeitgebäude | 09243415 |
| Weitere Bilder                          | Wohnhaus in offener Bebauung                                             | Rahmenberg 2 (Karte)                                    | 2. Hälfte 18. Jh.                   | gut erhaltenes Fachwerkumgebindehaus von baugeschichtlicher Bedeutung, ortsbildprägende Lage | 09243115 |
| Direkt Bild zu diesem Denkmal hochladen | Mietshaus in geschlossener Bebauung                                      | Rathenaustraße 3 (Karte)                                | um 1900                             | original erhaltenes gründerzeitliches Wohnhaus, Klinkerfassade, baugeschichtlich von Bedeutung, dreigeschossig, Erdgeschoss Putznutung, Sockel Polygonmauerwerk, Haustor links, beide Obergeschosse roter Klinker, einfache Fenstereinfassungen und -verdachungen | 09247753 |
| Direkt Bild zu diesem Denkmal hochladen | Mietshaus in geschlossener Bebauung                                      | Rathenaustraße 5 (Karte)                                | um 1905                             | repräsentativer gründerzeitlicher Putzbau in gutem Originalzustand, dreigeschossig, Mitteleingang, sechs Achsen, waagerechte Fensterverdachungen, zweiachsiger Dacherker mit Voluten, Haustür original mit waagerechter Verdachung, zwei Gauben mit geschweiften Abschluss | 09247754 |
| Direkt Bild zu diesem Denkmal hochladen | Mietshaus in offener Bebauung                                            | Rathenaustraße 12 (Karte)                               | um 1900                             | städtebaulich bedeutsamer, gründerzeitlicher Klinkerbau in gutem Originalzustand, an Straßenkreuzung stehend, breit gelagert, roter Klinker, dreigeschossig, Mitteleingang, kräftiges Gurtgesims, Fensterbrüstungen mit Relief, Fensterverdachungen mit Dreiecksgiebeln und waagerechtem Gebälk | 09247755 |
| Direkt Bild zu diesem Denkmal hochladen | Mietshaus in geschlossener Bebauung                                      | Rathenaustraße 23 (Karte)                               | um 1905/1910                        | zeittypischer Putzbau von baugeschichtlicher Bedeutung, sechs Achsen, originale Fenster mit gesprossten Oberlichtern, originaler Putz, links Toreinfahrt mit Ziervergitterung an Türen und gesprossten Oberlichtfenster, erkerartige Vorwölbungen im mittleren Fassadenbereich, Pilaster mit Köpfen als Kapitelle, originale schmiedeeiserne Fahnenhalterung | 09247760 |
| Direkt Bild zu diesem Denkmal hochladen | Mietshaus in Ecklage und in geschlossener Bebauung                       | Rathenaustraße 27 (Karte)                               | um 1910                             | städtebaulich und baugeschichtlich von Bedeutung, im Reformstil der Zeit um 1910, bauliches Ensemble mit Nachbarhäusern (siehe auch Plauensche Straße 68/70 und 72) | 09243417 |
| Direkt Bild zu diesem Denkmal hochladen | Mietshaus in Ecklage und in geschlossener Bebauung                       | Rathenaustraße 28 (Karte)                               | um 1900                             | baugeschichtlich von Bedeutung, gründerzeitliche Klinkerfassade mit Eckbetonung | 09243418 |
| Direkt Bild zu diesem Denkmal hochladen | Doppelwohnhaus                                                           | Ringstraße 80; 82 (Karte)                               | um 1930                             | Klinkersockel, rostroter Edelputz, baugeschichtlich von Bedeutung | 09243422 |
| Direkt Bild zu diesem Denkmal hochladen | Doppelwohnhaus                                                           | Ringstraße 84; 86 (Karte)                               | um 1930                             | Klinkersockel, darüber rostroter Edelputz, baugeschichtlich von Bedeutung, Klinkersockel, rostroter Edelputz | 09243423 |
| Weitere Bilder                          | Feuerwehrgebäude                                                         | Sankt-Florian-Straße 1 (Karte)                          | 1928                                | 1928 neu errichtetes Feuerwehrhaus der 1861 gegründeten „Freiwilligen Feuerwehr Werdau“; baugeschichtlich und ortsgeschichtlich von Bedeutung, im Heimatstil der 1920er Jahre, original erhaltener Putzbau von platzbildprägender Bedeutung, bezeichnet als „Feuerwehr-Gerätehaus“ | 09243200 |
| Weitere Bilder                          | Schule                                                                   | Schloßstraße 1 (Karte)                                  | 1901–1902                           | ehemalige Webschule, später Höhere Webschule, heute wird das Gebäude als „Berufliches Schulzentrum für Wirtschaft, Gesundheit und Technik des Landkreises Zwickau“ genutzt, baugeschichtlich und ortsgeschichtlich von Bedeutung, mehrere Bauphasen, gründerzeitlicher Klinkerbau in Ecklage, Erweiterung im Reformstil der Zeit nach 1910, Klinkerfassade, Rustikaputz Erdgeschoss, Sockel Zyklopenmauerwerk, Ecklage, mehrere Bauphasen | 09243433 |
|                                         | Villa                                                                    | Schloßstraße 2 (Karte)                                  | um 1915                             | baugeschichtlich von Bedeutung, im Reformstil der Zeit um 1910 mit neoklassizistischen Anklängen. | 09243434 |
| Direkt Bild zu diesem Denkmal hochladen | Wohnhaus                                                                 | Sidonienstraße 1 (Karte)                                | 1905/1910                           | historistischer anspruchsvoller Wohnbau mit Fachwerkelementen, von baukünstlerischem Wert, Zweigeschossiger Putzbau, aufwändige Eingangstür mit Ziervergitterung und Bleiglas-Oberlicht, am Drempel Zierfachwerk mit verzierten Knaggen, polygonalem Holzerker mit verzierten Brüstungen, Holzbalken über zwei Etagen mit Balusterbrüstung, Fachwerk-Ziergiebel, polygonaler Fachwerkerker, große Sonnenuhr | 09247758 |
| Direkt Bild zu diesem Denkmal hochladen | Mietshaus in Ecklage und in geschlossener Bebauung                       | Sidonienstraße 8 (Karte)                                | um 1908                             | baugeschichtlich von Bedeutung, im späthistoristischen Stil, ungewöhnliche Eckgestaltung im obersten Geschoss | 09243439 |
| Direkt Bild zu diesem Denkmal hochladen | Mietshaus in geschlossener Bebauung                                      | Sidonienstraße 10 (Karte)                               | um 1908                             | baugeschichtlich von Bedeutung, im späthistoristischen Stil | 09243440 |
| Direkt Bild zu diesem Denkmal hochladen | Mietshaus in geschlossener Bebauung                                      | Sidonienstraße 12 (Karte)                               | um 1908                             | baugeschichtlich von Bedeutung, im späthistoristischen Stil | 09243441 |
| Direkt Bild zu diesem Denkmal hochladen | Mietshaus in geschlossener Bebauung                                      | Sidonienstraße 14 (Karte)                               | 1909                                | baugeschichtlich von Bedeutung, im späthistoristischen Stil | 09243442 |
| Direkt Bild zu diesem Denkmal hochladen | Hinterhaus/Gemeindehaus                                                  | Sidonienstraße 16 (Karte)                               | 1923                                | Gebäude einer ehemaligen Maschinenfabrik (im Hinterhof des Mietshaus), heute Gemeindehaus der Landeskirchlichen Gemeinschaft; baugeschichtlich und ortsgeschichtlich von Bedeutung, repräsentativer Eingang mit zweiflügeliger Haustür, Bleiglasfenster im Kirchensaal, Haus steht im Hinterhof des Mietshauses Sidonienstr. 16 | 09243443 |
| Direkt Bild zu diesem Denkmal hochladen | Mietshaus in halboffener Bebauung                                        | Sidonienstraße 16 (Karte)                               | um 1908                             | Mietshaus mit seitlicher Toreinfahrt; baugeschichtlich von Bedeutung, im Reformstil der Zeit um 1910, erhaltene Farbglasfenster | 09243444 |
| Direkt Bild zu diesem Denkmal hochladen | Mietshaus in halboffener Bebauung                                        | Sidonienstraße 18 (Karte)                               | um 1906                             | Mietshaus mit seitlicher Toreinfahrt; baugeschichtlich von Bedeutung, im späthistoristischen Stil, mit Jugendstilanklängen, Toreinfahrt: Torpfeiler mit Halbkugeln bekrönt, schmiedeeisernes Tor | 09243445 |
| Direkt Bild zu diesem Denkmal hochladen | Mietshaus in geschlossener Bebauung                                      | Sidonienstraße 20 (Karte)                               | bez. 1906                           | baugeschichtlich von Bedeutung, im späthistoristischen Stil. | 09243446 |
| Direkt Bild zu diesem Denkmal hochladen | Mietshaus in geschlossener Bebauung                                      | Sidonienstraße 22 (Karte)                               | 1906                                | baugeschichtlich von Bedeutung, im späthistoristischen Stil, mit Jugendstilanklängen, bemerkenswerte Jugendstilfassade | 09243447 |
| Direkt Bild zu diesem Denkmal hochladen | Mietshaus in halboffener Bebauung                                        | Sidonienstraße 24 (Karte)                               | um 1906                             | baugeschichtlich von Bedeutung, im späthistoristischen Stil | 09243448 |
| Direkt Bild zu diesem Denkmal hochladen | Wohnhaus in Ecklage und in offener Bebauung                              | Stadtgutstraße 32 (Karte)                               | um 1930                             | baugeschichtlich von Bedeutung, Anklänge an den Heimatstil der 1920er Jahre, Klinkersockel, grüner Edelputz, Turm | 09243452 |
| Direkt Bild zu diesem Denkmal hochladen | Ehemalige Kinderkrippe                                                   | Straße der Jugend 7 (Karte)                             | 1953                                | eingeschossiger Putzbau der 1950er Jahre, von sozialgeschichtlichem Wert | 09243454 |
| Weitere Bilder                          | Sachgesamtheit Werdauer Waldeisenbahn                                    | Straße zum Westbahnhof (Karte)                          | 1874                                | Gesamtheit der Bahnanlagen, darunter Gleis- und Signalanlagen, Bahnstationen und Brücken in der Stadt Werdau (OT Werdau, Leubnitz) sowie in der Gemeinde Langenbernsdorf (OT Langenbernsdorf, Trünzig) - davon gehören zum Teilabschnitt Werdau, OT Werdau: die Einzeldenkmale Stationsgebäude, Abortgebäude, Wagenkasten sowie Bahnsteig mit hölzerner Bahnsteigüberdachung und Bahnsteigbeleuchtung des Haltepunkts Werdau West (siehe Einzeldenkmaldokument – Objekt 09243455) und die Sachgesamtheitsteile Unterbau, Oberbau, Signalanlagen, Fernmeldeanlagen, Streckenkilometrierung sowie zwei Eisenbahnbrücken - wichtige Abfuhrstrecke für westsächsische Steinkohle nach Thüringen sowie für Seelingstädter Urankonzentrat in Richtung der UdSSR, damit die Region über die Landesgrenze hinaus stark prägend und wirtschaftsgeschichtlich, eisenbahngeschichtlich sowie regionalgeschichtlich von Bedeutung (siehe auch die Sachgesamtheitsbestandteildokumente im OT Leubnitz – Objekt 09305660 – sowie in Langenbernsdorf, OT Langenbernsdorf – Objekt 09305661 – und in Langenbernsdorf, OT Trünzig – Objekt 09305662). folgende Einzeldenkmale: - Teilabschnitt Werdau, OT Werdau: - Haltepunkt Werdau West (siehe Einzeldenkmaldokument – Objekt 09243455) - Teilabschnitt Langenbernsdorf, OT Langenbernsdorf: - Bahnhof Langenbernsdorf (siehe Einzeldenkmaldokument – Objekt 09305657) - Teilabschnitt Langenbernsdorf, OT Trünzig: - Bahnhof Trünzig (siehe Einzeldenkmaldokument – Objekt 09305658) Sachgesamtheitsteile: - Unterbau: Planum für eine zweigleisig projektierte Trassierung, Stützmauern an Geländeeinschnitten sowie mehrere Eisenbahnbrücken (siehe Beschreibung weiter unten) - Oberbau: Gleiskörper mit Haupt- und Nebengleisen sowie Weichen, heterogener Bestand mit hölzernen und Beton-Schwellen, letzte Erneuerungen Mitte der 1990er Jahre (am Abzweig von der Hauptstrecke Leipzig–Hof in Werdau lt. EFachwerkO-Angabe noch um 2000 erneuert) - Signalanlagen: elektrische Signale (die meisten Bahnhöfe der Strecke waren nur mit Einfahrsignalen ausgestattet, lediglich Werdau, Wünschendorf und Weida erhielten außerdem Ausfahrsignale), Pfeiftafeln und Schneepflugtafeln an Bahnübergängen (diese waren mit Ausnahme des Bahnhofs Langenbernsdorf unbeschrankt) - Streckenfernsprechleitung: hölzerne Telegrafenmasten mit Porzellanisolatoren an eisernen Querträgern (unterschiedliche Bauformen: Einzelmasten, Strebmasten), zum Teil mit Fernsprecherkästen oder Lautsprecher, Freileitungen ursprünglich aus nicht isolierten Drähten – für den bahneigenen Fernmelde- und Telefonbetrieb an nicht elektrifizierten Eisenbahnstrecken (heute überwiegend durch Mobilfunk – GSM-R – ersetzt), besonders an einspurigen Strecken zur Kommunikation zwischen Zügen und Bahnhöfen wichtig (ein Bahnfunkloch führte etwa 1995 zu einem Zugunglück auf der Strecke, bei dem bei Teichwolframsdorf zwei Züge aufeinanderprallten), inzwischen von Seltenheitswert und eisenbahn- wie auch technikgeschichtlicher Bedeutung - Streckenkilometrierung mittels sog. Hektometersteine: seitlich des Gleisbetts und rechtwinklig zum Gleis aufgestellte, in den Boden eingelassene Betonstelen mit eingegossener, schwarz eingefärbter Nummerierung, ursprünglich aus Stein gearbeitet, später aufgrund verhältnismäßig hoher Herstellungs- und Wartungskosten durch Blechtafeln an Pfosten oder Signalmasten bzw. nach Streckenelektrifizierung an Oberleitungsmasten ersetzt, heute damit nur noch auf nicht elektrifizierten Nebenstrecken im Einsatz, von Seltenheitswert und eisenbahngeschichtlicher Bedeutung. Eisenbahnbrücken: Im Streckenverlauf existieren v. a. auf thüringischer Seite einige bemerkenswerte (auch denkmalgeschützte) Kunstbauten, darunter drei Tunnelbauten und das Oschütztalviadukt von 1884, ein unter Leitung des u. a. für die Konstruktion des Blauen Wunders in Dresden bekannten Bauingenieurs Claus Köpke errichtetes Pendelpfeiler-Viadukt. Auf der sächsischen Seite waren keine großen Geländeeinschnitte zu überwinden und nur wenige Straßen kreuzten die Strecke nicht höhengleich, so etwa bei zwei Eisenbahnüberführungen auf dem Teilabschnitt zwischen Werdau Hauptbahnhof und Haltepunkt Werdau West im 1901 neu angelegten Gleisbogen westlich von Werdau. - Teilabschnitt Werdau, OT Werdau: - Eisenbahnbrücke über die Kantstraße/Straße zum Westbahnhof, Streckenkilometer 1,676: Betonbogenbrücke, 27 m lang, 6,3 m hoch, Baujahr 1938, ersetzte vmtl. ältere Brückenkonstruktion, straßenbildprägend und eisenbahn- sowie baugeschichtlich von Bedeutung. - Eisenbahnbrücke über die Stadtgutstraße, Streckenkilometer 1,485, Natursteinbogenbrücke, im Kern vmtl. von 1901, mit südlicher Erweiterung von 1938 (Betonbogenkonstruktion) und Betonverblendung an der nördlichen Stirnseite, 25,4 m lang, 6 m hoch, Verbreiterung zeugt vom teilweisen Ausbau der Strecke zur zweigleisigen Hauptbahn zwischen 1937 und 1939, straßenbildprägend und eisenbahn- sowie baugeschichtlich von Bedeutung. - Teilabschnitt Langenbernsdorf, OT Langenbernsdorf: - Eisenbahnüberführung zwischen den Bahnhöfen Langenbernsdorf und Teichwolframsdorf, um 1938 als Betonbalkenbrücke errichtet, erhielt um 1995 eine neue Stahlbetonplatte (Walzträger in Beton), Widerlager und seitliche Flügelmauern aus gespitztem Beton, Ansichtsflächen der Fahrbahnplatte sowie der die Flügelmauern abschließenden Platten kannelurartig ausgearbeitet. Straßenüberführung: - Teilabschnitt Langenbernsdorf, OT Trünzig: - Straßenbrücke über die Eisenbahnstrecke nach dem Haltepunkt Trünzig, überführt die „Hohe Straße“ von Langenbernsdorf nach Wolframsdorf, vmtl. im Zuge des Streckenbaus errichtet, in den 1930er Jahren im Zuge der projektierten, aber nie durchgeführten Elektrifizierung der Strecke erhöht, um die Lichthöhe an den größeren Platzbedarf von Oberleitungen anzupassen (lt. Aussage EFachwerkO), Betonbalkenbrücke, Flügelmauern gänzlich aus Schichtmauerwerk, Widerlager in den unteren 3/4 ebenfalls in Schichtmauerwerk mit Eckquaderung aus bossierten Porphyr-Werksteinen, darüber gespitzter Beton, an den Kanten scharriert, Ansichtsflächen der Fahrbahnplatte kannelurartig strukturiert. Zur Geschichte der Strecke: Teil der Eisenbahnstrecke Bahnstrecke Werdau–Mehltheuer, verläuft auf sächsischem sowie thüringischem Gebiet, regelspurige Nebenbahn – letzter großer Bau einer Regelspurbahn im westsächsischen Raum. Eisenbahnstrecke Leipzig–Werdau–Hof (Streckenkürzel WM) zwischen 1842 und 1851 als eine der ersten Fernbahnen Deutschlands schrittweise in Betrieb genommen, 1845 Inbetriebnahme der Abschnitte Crimmitschau–Werdau u. Werdau–Zwickau (Abzweig von der Hauptstrecke zur verkehrsmäßigen Erschließung der Zwickauer Steinkohlengruben), seit den 1860er Jahren Diskussionen zur Erbauung einer weiteren Eisenbahnstreckenanbindung für Werdau, 1872 Gründung der „Sächsisch-Thüringischen Ostwestbahnactiengesellschaft“ mit der Konzession zum Bau einer zweigleisigen Strecken von Werdau nach Weida (sollte den Transport des Zwickauer Steinkohlenkokses zu dem seit 1872 bestehenden thüringischen Eisenhüttenwerk, der Maximilianhütte, erleichtern und darüber hinaus den forstwirtschaftlich genutzten Werdauer Wald erschließen), Baubeginn des Streckenabschnitts Werdau–Weida 1874, Eröffnung 1876, seit 1882 Eigentum der Königlich-Sächsischen Staatseisenbahnen (1884 als Sekundärbahn eingestuft), diente vorrangig dem Güterverkehr, Seelingstädt und Teichwolframsdorf (bis zum Zweiten Weltkrieg beliebter Ausflugspunkt für Ausflügler aus Werdau und Umgebung) zunächst einzige Zustiegspunkte entlang der neuen Strecke, später Einrichtung weiterer Bahnhöfe/Haltepunkte (auf sächsischer Seite: 1884 Langenbernsdorf, 1916 Werdau West, 1952 Trünzig), Anstieg des überwiegend lokalen Personenverkehrs auf der Strecke, 1898–1901 neue Ausfahrt aus dem Werdauer Bahnhof in nördlicher Richtung mit Überbrückung der Leipziger Strecke (zuvor südliche Streckenführung über Leubnitzer Flur, Bahndamm hier noch teilweise erhalten), Betrieb als eingleisige Nebenbahn, obwohl der Unterbau für zweigleisigen Betrieb trassiert ist, ab 1899 zweigleisiger Ausbau des Teilstücks Gauern–Endschütz (Thüringen), 1937/38 Beginn des Ausbaus der Strecke für den durchgehend zweigleisigen Verkehr (Fläche bereits von Anfang an im Eigentum der Eisenbahn, jedoch fehlte das notwendige Planum, ebenso mussten Brücken verbreitert werden – vgl. Reuß o. J, S. 7, Merkel 1977, S. 33), Zweigleisigkeit konnte aufgrund der Kriegsvorbereitungen allerdings nicht mehr komplett hergestellt werden, 1947 Abbau des vorhandenen zweiten Gleises als Reparationsleistung, seitdem eingleisig, ab 1949 Uranerzbergbau (Tagebau) im Raum Seelingstädt durch die SDAG Wismut – großer Anstieg im Verkehrsaufkommen der Strecke: zunächst Transport der Gesteinsmassen zur Wäsche nach Crossen (bei Zwickau), mit der Inbetriebnahme des Erzaufbereitungsbetriebs 102 in Seelingstädt 1961 Transport von Urankonzentrat in Richtung UdSSR, in den 1960er Jahren Schließung der Güterabfertigungsstellen Endschütz, Teichwolframsdorf und Langenbernsdorf für den öffentlichen Güterverkehr, lediglich Endbahnhöfe sowie Seelingstädt und Wünschendorf weiterhin als Gbhf aktiv, zudem Rückgang des Personentransports auf der Strecke mit dem Aufkommen des motorisierten lokalen Personennahverkehrs, weiterhin Nutzung der Strecke als kürzeste Verbindung zwischen Zwickau und Gera für Reisezüge (Umleitungsstrecke für die Hauptbahn Gößnitz–Gera) sowie für die Wismut-Transporte – noch in den 1970er Jahren täglich knapp 60 Züge, daher 1975 Erneuerung der Nebenstrecke, mit dem Erliegen des Uranerzbergbaus nach der Wende schließlich massiver Rückgang des Verkehrsaufkommens auf der Strecke, 1997 Einstellung des Personenverkehrs und 1999 des Güterverkehrs. | 09305659 |
| Weitere Bilder                          | Haltpunkt Werdau-West                                                    | Straße zum Westbahnhof (Karte)                          | 1916 (Haltepunkt)                   | Einzeldenkmale der Sachgesamtheit „Werdauer Waldeisenbahn (Objekt-ID: 09305659)“: Stationsgebäude, Abortgebäude, Wagenkasten sowie Bahnsteig mit hölzerner Bahnsteigüberdachung und Bahnsteigbeleuchtung, Bahnsteig inklusive Bahnsteigkanten aus Beton, authentisches Ensemble innerhalb der Sachgesamtheit „Werdauer Waldeisenbahn“, eisenbahngeschichtlich und ortsgeschichtlich von Bedeutung mit folgenden Teilen: - Stationsgebäude: Wartehalle mit Dienstraum/Fahrkartenausgabe (eingeschossig, Holzfachwerk mit Ziegelausfachung und Holzverkleidung, flaches Walmdach, erhöhter Mittelteil über zentralem Eingang) – durch Brand und Vandalismus Zustand gefährdet - Abortgebäude (teils massive, teils hölzerne Konstruktion mit flachem Dach) - Wagenkasten (diente als Nebengebäude, Gepäck- und Materiallager) - Bahnsteig mit hölzerner Bahnsteigüberdachung sowie Bahnsteigbeleuchtung (DDR-zeitlich, runde Betonmasten mit BG-Leuchten [VEB Narva Leuchtenbau Leipzig, schwarze Mastansatzleuchte mit Polyäthylengehäuse, Natriumdampflampe]) Haltepunkt der Eisenbahnstrecke Werdau–Mehltheuer (Streckenkürzel WM), liegt am Streckenkilometer 1,81 in der 1898–1901 erbauten Gleiskurve nördlich des Bahnhofes Werdau, 1916 errichtet (Eröffnung für Personenverkehr am 1. Februar 1916), umgebende Flur zu dieser Zeit noch ohne wesentliche Wohnbebauung (vgl. Preuß o. J, S. 7), Haltepunkt erhielt 1937/1938 im Zuge des geplanten Streckenausbaus für den durchgängig zweigleisigen Betrieb einen zweiten Bahnsteig mit Überdachung und Unterführung (nicht mehr erhalten, Zugang zum Personentunnel am südlichen Bahnsteig heute durch Satteldachkonstruktion verschlossen, Erhaltungszustand unklar), Schließung des Haltepunktes am 30. Mai 1999. | 09243455 |
| Direkt Bild zu diesem Denkmal hochladen | Spinnereigebäude mit Fabrikschornstein                                   | Südstraße 1 (Karte)                                     | 1898                                | Fabrikgebäude der ehemaligen „Werdauer Strickgarnspinnerei“ (gegr.1897, errichtet 1898), Schornstein im Südosten des Geländes; baugeschichtlich und ortsgeschichtlich von Bedeutung, bemerkenswerte Industriearchitektur, markanter Shedbau, später Altenburger Wollspinnerei, gefährdet, Teilabbrüchen zugestimmt | 09243456 |
| Direkt Bild zu diesem Denkmal hochladen | Villa                                                                    | Südstraße 3 (Karte)                                     | um 1905                             | baugeschichtlich von Bedeutung, Putzbau im Reformstil der Zeit um 1910, störender Anbau | 09243457 |
| Direkt Bild zu diesem Denkmal hochladen | Mietshaus in ehemals geschlossener Bebauung                              | Theodor-Körner-Straße 4 (Karte)                         | bez. 1896                           | baugeschichtlich von Bedeutung, Gründerzeitgebäude mit Klinkerfassade, Erdgeschoss Rustikaputz, über Tordurchfahrt Schlussstein bezeichnet „HM“ | 09243459 |
| Direkt Bild zu diesem Denkmal hochladen | Mietshaus in geschlossener Bebauung                                      | Theodor-Körner-Straße 5 (Karte)                         | um 1900                             | baugeschichtlich von Bedeutung, Gründerzeitgebäude, mit Tordurchfahrt | 09243460 |
| Direkt Bild zu diesem Denkmal hochladen | Mietshaus in Ecklage                                                     | Theodor-Körner-Straße 6 (Karte)                         | um 1890                             | baugeschichtlich von Bedeutung, repräsentative gründerzeitliche Putzfassade, markante städtebauliche Lage, Eckbetonung durch Erker | 09243461 |
| Weitere Bilder                          | Turnhalle                                                                | Turnhallenstraße 2 (Karte)                              | 1863                                | als Turnhalle 1863 errichtet; baugeschichtlich und ortsgeschichtlich von Bedeutung, älteste Turnhalle Werdaus, Gründerzeitgebäude mit Anklängen an den Schweizer Stil; Bauherr Turngemeinde, reich verzierter Ziergiebel, Leergespärre und schmiedeeiserner Vorbau an Traufseite, heute Verwaltungsgebäude der Gebäude- und Grundstücksverwaltung | 09243462 |
| Weitere Bilder                          | Mietshaus                                                                | Turnhallenstraße 5 (Karte)                              | bez. 1906                           | baugeschichtlich von Bedeutung, späthistoristische Putzfassade, Putzfassade, Zaun | 09243463 |
| Direkt Bild zu diesem Denkmal hochladen | Villa                                                                    | Turnhallenstraße 6 (Karte)                              | um 1890                             | zeittypischer gründerzeitlicher Putzbau in gutem Originalzustand zweigeschossig, annähernd quadratischer Grundriss, Straßenseite mit zwei Seitenrisaliten, seitlich bei Eingang Mittelrisalit, Wintergarten aus Holz, verschiedene Fensterverdachungen, Sockel Polygonmauerwerk, Haustür und Fenster original, gefährdet | 09247764 |
| Direkt Bild zu diesem Denkmal hochladen | Wohnhaus                                                                 | Turnhallenstraße 8 (Karte)                              | 2. Hälfte 19. Jh.                   | baugeschichtlich und ortsgeschichtlich von Bedeutung, Gründerzeitgebäude, zum Komplex der ehemaligen Spinnerei Max Klopfer gehörend, Vermutlich in zwei Etappen errichtetes villenartiges Wohnhaus, 1. Bauabschnitt: fünfachsig, zweigeschossiger Putzbau mit waagerechten Fensterverdachungen im 1. Obergeschoss, flachgeneigtes Satteldach, um 1860, 2. Bauabschnitt: winkelförmiger Anbau, zwei- und dreigeschossig mit stark vorkragenden Fensterverdachungen (waagerechte Verdachung und Segmentbogen), Ecke polygonal und dreigeschossig mit eingeschossigem Erker, dieser mit Pilastern gegliedert auf volutenartigen Kragsteinen, originale zweiflügelige Holzfüllungstür, kräftiges Gurtgesims an Teil des Gebäudes, Sockel Werkstein, Konsolfries als Kranzgesims, baugeschichtlicher Wert, ursprünglich Wohnhaus der Familie Puchert | 09243842 |
| Weitere Bilder                          | Museumsgarten                                                            | Uferstraße 1 (bei) (Karte)                              | 1899                                | Museumsgarten des „Stadt- und Dampfmaschinenmuseum Werdau“; als Teil des Denkmalensembles am Stadtmuseum mit Maschinenhaus und Dampfmaschine von 1899 als bedeutendes technisches Denkmal (erste ihrer Art in Deutschland, die Dampf über Fernleitungen bekam) und z.B. Meilenstein aus dem 19. Jh., Ernst-Grube-Denkmal, Dampfspeicherlok und den ehemaligen Glocken des Werdauer Rathaus (siehe ID: 09243347) | 09243269 |
| Weitere Bilder                          | Hotel                                                                    | Uferstraße 2 (Karte)                                    | 1900                                | ehemaliges Bankgebäude (als Reichsbankgebäude errichtet) in Ecklage; baugeschichtlich, ortsgeschichtlich und städtebaulich von Bedeutung, prächtig im Stil der Neorenaissance, ortsbildprägende Lage im Knick Johannisplatz/Uferstraße, nimmt den stumpfen Winkel auf, nach 1945 Geschäftsstelle der Deutschen Bauernbank, ab 1969 Eiscafé »Kristall« eingerichtet, heute Hotel und Restaurant | 09243465 |
| Weitere Bilder                          | Villa                                                                    | Uferstraße 2a (Karte)                                   | 1892                                | Villa Schmelzer, ehemals Fabrikantenvilla; als Einzeldenkmal ausgewiesener Teil des Denkmalensembles am Stadtmuseum; baugeschichtlich, ortsgeschichtlich, städtebaulich und künstlerisch von Bedeutung, im Stil der Neorenaissance, ehemalige Villa des Textilfabrikanten Schmelzer, mit Klinkerfassade - heute als „Stadtbibliothek Werdau“ genutzt | 09243464 |
| Weitere Bilder                          | Gemeindehaus                                                             | Uferstraße 6 (Karte)                                    | um 1910                             | ehemalige Superintendentur und Gemeindehaus, heute Diakonie Stadtmission Zwickau, baugeschichtlich und ortsgeschichtlich von Bedeutung, im Reformstil der Zeit um 1910, Haus-Inschrift: „Ein feste Burg ist unser Gott“ | 09243466 |
| Direkt Bild zu diesem Denkmal hochladen | Fabrikgebäude                                                            | Uhlandstraße 1 (Karte)                                  | 1900 (2. Industriebau)              | ehemaliges Fabrikgebäude der „Textilmaschinenfabrik C.E. Schwalbe“ und Nachfolger, industriegeschichtlich, baugeschichtlich, ortsgeschichtlich und ortsbildprägend von Bedeutung; zwischen Kranzbergstraße und Zwickauer Straße gelegene Industriebauten der ehemaligen Fa. Schwalbe, zwei-, teils dreigeschossiger Industriebau mit Dachaufbauten, Klinkerbau, Schornstein im oberen Bereich verändert, Industriebau mit Klinker und Putz-Klinkerornamentik, Verwaltungsgebäude: verputzt, dreibogige Fassade im Dachbereich, Putz und Klinker-Ornament, Gießereigebäude gefährdet, Abbruch für Klinkerbau und Putzbau genehmigt (Liste 2005); heute tw. mit Nachnutzungskonzept mit Läden | 09243318 |
| Weitere Bilder                          | Villa                                                                    | Untere Holzstraße 4 (Karte)                             | 1886                                | baugeschichtlich und ortsgeschichtlich von Bedeutung, prächtige Villa der Gründerzeit, ehemalige Fabrikantenvilla, Entwurf für Zaun: Baumstr. Oskar Möbius, Werdau | 09243467 |
| Direkt Bild zu diesem Denkmal hochladen | Wohnhaus in geschlossener Bebauung                                       | Untere Holzstraße 5 (Karte)                             | um 1870                             | baugeschichtlich von Bedeutung, gründerzeitliche Putzfassade | 09243468 |
| Direkt Bild zu diesem Denkmal hochladen | Wohnhaus in geschlossener Bebauung                                       | Untere Holzstraße 7 (Karte)                             | um 1870                             | baugeschichtlich von Bedeutung, gründerzeitliche Putzfassade | 09243469 |
| Weitere Bilder                          | Wohnhaus in halboffener Bebauung                                         | Untere Holzstraße 8 (Karte)                             | 1904                                | Wohnhaus mit seitlicher Einfriedung und Toreinfahrt; baugeschichtlich von Bedeutung, prächtiges, villenartiges Gründerzeitgebäude, straßenbildprägende Giebel, kräftiger Erker, reiche Innenausstattung: Farbglasfenster, Türen, Geländer; Bauherr: Otto Behr | 09243470 |
| Direkt Bild zu diesem Denkmal hochladen | Mietshaus in ehemals geschlossener Bebauung                              | Untere Holzstraße 24 (Karte)                            | um 1890                             | baugeschichtlich von Bedeutung, gründerzeitliche Putzfassade | 09243471 |
| Direkt Bild zu diesem Denkmal hochladen | Mietshaus in geschlossener Bebauung                                      | Untere Holzstraße 26 (Karte)                            | um 1890                             | baugeschichtlich von Bedeutung, gründerzeitliche Klinkerfassade | 09243473 |
| Direkt Bild zu diesem Denkmal hochladen | Mietshaus in halboffener Bebauung                                        | Untere Holzstraße 32 (Karte)                            | um 1913                             | baugeschichtlich von Bedeutung, im Reformstil der Zeit um 1910 | 09243475 |
| Direkt Bild zu diesem Denkmal hochladen | Mietshaus in Ecklage                                                     | Untere Holzstraße 36 (Karte)                            | um 1900                             | Mietshaus in Ecklage und halboffener Bebauung, mit seitlicher Einfriedung, städtebaulich und baugeschichtlich von Bedeutung, gründerzeitliche Klinkerfassade, Eckbetonung mit Erker und Giebeln | 09243476 |
| Direkt Bild zu diesem Denkmal hochladen | Wohnhaus in ehemals geschlossener Bebauung                               | Weberstraße 20 (Karte)                                  | 1. Hälfte 19. Jh.                   | baugeschichtlich von Bedeutung, schlichte Putzfassade und Mansarddach, prachtvolles Tor | 09243477 |
| Direkt Bild zu diesem Denkmal hochladen | Mietshaus in ehemals geschlossener Bebauung                              | Weberstraße 27 (Karte)                                  | 1885                                | baugeschichtlich von Bedeutung, gründerzeitliche Putzfassade, Dreiecksgiebel mit figürlichen Reliefs | 09243478 |
| Direkt Bild zu diesem Denkmal hochladen | Gasthaus in geschlossener Bebauung                                       | Weberstraße 29 (Karte)                                  | 1895                                | Gasthaus „Thüringer Hof“, baugeschichtlich von Bedeutung, gründerzeitliche Klinkerfassade, Figurenrelief über dem Eingang | 09243479 |
| Direkt Bild zu diesem Denkmal hochladen | Wohnhaus                                                                 | Weberstraße 31 (Karte)                                  | 1912                                | Wohnhaus in Ecklage; repräsentativer, villenartiger Wohnbau im Reformstil der Zeit um 1910, reich gegliederte Fassaden, ehemalige Fabrikantenvilla, städtebaulich wichtiger Putzbau | 09243480 |
| Direkt Bild zu diesem Denkmal hochladen | Villa                                                                    | Zeppelinstraße 1 (Karte)                                | um 1920                             | baugeschichtlich von Bedeutung, im traditionalistischen Stil der 1920er Jahre Haustür, Bleiglasfenster, Putz, Eingangsbereich original | 09243481 |
| Direkt Bild zu diesem Denkmal hochladen | Villa                                                                    | Zeppelinstraße 3; 5 (Karte)                             | 1927–1928                           | Villa (Nr. 5) mit Nebengebäude (Nr. 3) und Villengarten mit Terrasse, Stützmauern, Treppen und Wasserbecken, im traditionalistischen Stil der 1920er Jahre, Architekten: Lossow & Kühne, Dresden, baugeschichtlich von Bedeutung; Nebengebäude gleiche Zeit, Villa – Zeppelinstr. 5, Nebengebäude – Zeppelinstr. 3 | 09243482 |
| Direkt Bild zu diesem Denkmal hochladen | Villa                                                                    | Zeppelinstraße 15 (Karte)                               | 1913                                | Villa mit Einfriedung; baugeschichtlich von Bedeutung, im Reformstil der Zeit um 1910, guter Originalbestand, Farbglasfenster im Eingangsbereich | 09243483 |
| Direkt Bild zu diesem Denkmal hochladen | Wohnhaus                                                                 | Zeppelinstraße 17 (Karte)                               | um 1915                             | Wohnhaus in offener Bebauung; baugeschichtlich von Bedeutung, villenartiges Gebäude im Reformstil der Zeit um 1910, Einfriedung erhalten | 09243484 |
| Direkt Bild zu diesem Denkmal hochladen | Wohnhaus                                                                 | Zeppelinstraße 20 (Karte)                               | um 1910                             | Wohnhaus in halboffener Bebauung (Doppelhaus mit Nr. 22); baugeschichtlich von Bedeutung, im Reformstil der Zeit um 1910, guter Bauzustand, Zeppelinstr. Nummer 22 gestrichen (2002) | 09243485 |
| Direkt Bild zu diesem Denkmal hochladen | Doppelmietshaus                                                          | Zeppelinstraße 26 (Karte)                               | 1910                                | Doppelmietshaus (mit Karl-Liebknecht-Straße 2) in Ecklage, mit Resten der Einfriedung; baugeschichtlich von Bedeutung, im Reformstil der Zeit um 1910, gartenstadtähnliche Gestaltung, Teil eines Straßenzuges an der Karl-Liebknecht-Straße mit identisch gestalteten Häusern | 09244062 |
| Direkt Bild zu diesem Denkmal hochladen | Doppelmietshaus                                                          | Zeppelinstraße 28 (Karte)                               | um 1910                             | Doppelmietshaus (mit Karl-Liebknecht-Straße 1) in Ecklage, mit Resten der Einfriedung; baugeschichtlich von Bedeutung, im Reformstil der Zeit um 1910, gartenstadtähnliche Gestaltung, Teil eines Straßenzuges an der Karl-Liebknecht-Straße mit identisch gestalteten Häusern | 09244061 |
| Direkt Bild zu diesem Denkmal hochladen | Kino                                                                     | Ziegelstraße 2 (Karte)                                  | 1928–1929                           | einziger Kinobau der Stadt („Centraltheater“), von stadtgeschichtlichem, baugeschichtlichem und künstlerischem Wert, aufwändig gestaltete expressionistische Fassade mit zwei Figuren, Obergeschoss Edelputz, Erdgeschoss und Sockel Naturstein verkleidet – Porphyr, zwei Plastiken an Fassade, durch langjährigen Leerstand im Verfall begriffen (2002), gefährdet | 09243489 |
| Direkt Bild zu diesem Denkmal hochladen | Wohnhauszeile                                                            | Ziegelstraße 10; 12 (Karte)                             | um 1920                             | Wohnhauszeile in der Ziegeleistraße; bestehend aus zwei Mietshäusern in geschlossener Bebauung (bauliche Einheit mit Alexander-von-Humboldt-Straße 1–11), Teil einer einheitlich gestalteten Häuserzeile von städtebaulichem Wert, Anklänge an den Reformstil der Zeit um 1910, siehe Alexander-von-Humboldt-Straße (ehemals Goethestraße) 1–11, vermutlich auch von Gemeinnütziger Baugesellschaft erbaut | 09243490 |
| Direkt Bild zu diesem Denkmal hochladen | Verwaltungsgebäude                                                       | Zum Sternplatz 7 (Karte)                                | um 1900 (Verwaltungsgebäude)        | Verwaltungsgebäude mit Hintergebäude; ehemaliges Gefängnis, heute Landratsamt; baugeschichtlich und ortsgeschichtlich von Bedeutung, Klinkerfassade, Zellentrakt, Hof mit Mauern vorhanden, vorderer Teil Verwaltungstrakt mit zwei Flügelbauten, heute als Landratsamt egnutzt | 09243437 |
| Direkt Bild zu diesem Denkmal hochladen | Verwaltungsgebäude                                                       | Zum Sternplatz 18 (Karte)                               | 1925–1926 (Verwaltungsgebäude)      | ehemaliges Finanzamt; baugeschichtlich und ortsgeschichtlich von Bedeutung, im traditionalistischen Stil der 1920er Jahre, im Dach- und Fassadenbereich Veränderungen | 09243438 |
| Direkt Bild zu diesem Denkmal hochladen | Mietshaus                                                                | Zwickauer Straße 14 (Karte)                             | 1912                                | Mietshaus in ehemals geschlossener Bebauung; mit Laden, orts- und baugeschichtlich von Bedeutung, im Reformstil der Zeit um 1910, im Erdgeschoss ehemals mit Gaststätte »Feuerkugel« (ursprünglich Gewerkschaftslokal), war während Kapp-Putsches Wachlokal der bewaffneten Werdauer Arbeiter, Bauherr: Heinrich Bär | 09243507 |
| Direkt Bild zu diesem Denkmal hochladen | Amtsgericht (ehemals)                                                    | Zwickauer Straße 19 (Karte)                             | 1908–1909                           | ehemaliges Amtsgericht, heute Grundbuchamt; baugeschichtlich und ortsgeschichtlich von Bedeutung, im Reformstil der Zeit um 1910, aufwendiges Türgewände mit Wappen, repräsentativer Bau, Stuckdecken und Putzstuck an Fassade und im Treppenhaus | 09243508 |
| Direkt Bild zu diesem Denkmal hochladen | Mietshaus                                                                | Zwickauer Straße 21 (Karte)                             | um 1910                             | Mietshaus in Ecklage; baugeschichtlich und städtebaulich von Bedeutung, reich gegliederte Putzfassade mit Fachwerkelementen, im Reformstil der Zeit um 1910, Holzveranden, Mittelrisalit, Zaun | 09243509 |
| Direkt Bild zu diesem Denkmal hochladen | Transformatorenhäuschen                                                  | Zwickauer Straße 21 (gegenüber) (Karte)                 | um 1915                             | Transformatorenhäuschen gegenüber Zwickauer Straße 21; technikgeschichtlich von Bedeutung, Dachtürmchen, Fensterläden, gefährdet | 09243521 |
| Direkt Bild zu diesem Denkmal hochladen | Wohnhaus                                                                 | Zwickauer Straße 23 (Karte)                             | um 1880/1890                        | eingeschossiges Wohnhaus mit Drempel und Mittelrisalit, baugeschichtlich von Bedeutung, historisierende Putzfassade, Eventuell auch kleine Villa, Holzvorhäuschen eventuell später, Mittelrisalit, Eckquaderung, kannelierten Lisenen, reichgestalteter Giebel | 09243510 |
| Direkt Bild zu diesem Denkmal hochladen | Villa                                                                    | Zwickauer Straße 27 (Karte)                             | um 1925                             | Villa mit Einfriedung und Vorgarten; baugeschichtlich von Bedeutung, aufwändig gestalteter Villenbau im Reformstil der Zeit nach 1910, repräsentative Gestaltung, geschwungener Mittelrisalit, gebogene Sprossen in Oberlichtern | 09243511 |
| Direkt Bild zu diesem Denkmal hochladen | Villa                                                                    | Zwickauer Straße 29 (Karte)                             | 1886                                | Villa mit Einfriedung und Vorgarten; baugeschichtlich von Bedeutung, gründerzeitlicher Putzbau mit Fachwerkgiebeln, Zwerchgiebel, im Giebelbereich Fachwerk, Putzfassade, Polygonmauerwerk im Sockelbereich, Zaun original, für Carl Grässer erbaut | 09243512 |
| Direkt Bild zu diesem Denkmal hochladen | Villa                                                                    | Zwickauer Straße 31 (Karte)                             | 1900                                | Villa mit Garten und Einfriedung; baugeschichtlich von Bedeutung, repräsentatives Gebäude, gründerzeitliche Klinkerfassaden im Stil der Neorenaissance, Klinkerfassade, Einsatz zweifarbiger Klinker als Ornament, Bleiglasfenster im Erdgeschoss mit Blumenornamentik, Zaun aus Entstehungszeit, Bauherr: Adolf Schmelzer | 09243513 |
| Direkt Bild zu diesem Denkmal hochladen | Villa                                                                    | Zwickauer Straße 34 (Karte)                             | um 1905                             | Villa mit Garten; baugeschichtlich von Bedeutung, repräsentatives Gründerzeitgebäude, Villa baulich verändert, schöner Holzwintergarten, Zierfachwerk, glasierte Ziegelverblender in weiß | 09243514 |
| Direkt Bild zu diesem Denkmal hochladen | Villa                                                                    | Zwickauer Straße 35 (Karte)                             | 1906                                | Villa mit Garten; baugeschichtlich von Bedeutung, im Reformstil der Zeit um 1910, Zwerchgiebel mit Fachwerk, Sockel aus Schichtmauerwerk, Putzfassade, Bauherr: Fabrikant Iwan Falke | 09243515 |
| Direkt Bild zu diesem Denkmal hochladen | Villa                                                                    | Zwickauer Straße 36 (Karte)                             | 1907                                | Villa mit Garten und Einfriedung; baugeschichtlich von Bedeutung, im späthistoristischen Stil, mit Zaun und Eingangstür, Farbglasfenster im Treppenhaus, einige bauliche Veränderungen, Putz und Dachaufbauten original, Bauherr: Dr. Bruno Jurich | 09243516 |
| Direkt Bild zu diesem Denkmal hochladen | Villa                                                                    | Zwickauer Straße 38 (Karte)                             | 1925                                | Villa mit Garten, Garage und Einfriedung; baugeschichtlich von Bedeutung, im Reformstil der Zeit nach 1910, Fassade mit Art-Déco-Ornamentik der 1920er Jahre Eingangsbereich verändert, Fenster mit Rollläden, Initiale „S“ als Putzstuck über Mittelfenster, Bauherr: Fabrikant Walter Scherff | 09243517 |
| Direkt Bild zu diesem Denkmal hochladen | Wohnhaus                                                                 | Zwickauer Straße 41 (Karte)                             | 1926                                | Wohnhaus; baugeschichtlich von Bedeutung, im Reform- und Heimatstil der Zeit nach 1910. Zweifamilienhaus, einfache, klare Gestaltung, Putzfassade, wenig Putzornamentik, Innenausstattung gut erhalten, Toreinfahrt, Zaun, Fensterläden an Straßenseite | 09243518 |
| Direkt Bild zu diesem Denkmal hochladen | Villa                                                                    | Zwickauer Straße 43 (Karte)                             | 1907                                | Villa mit Villengarten und Einfriedung; baugeschichtlich von Bedeutung, im Reformstil der Zeit um 1910, mit Fachwerkelementen, Holzfachwerk im Giebel und Drempel, größtenteils Originalputz, Fenster, Treppenaufgang, wahrsch. Ulrichs-Villa, Innenausstattung wahrsch. gut erhalten, Bauherr: Gustav Bässler | 09243519 |
| Direkt Bild zu diesem Denkmal hochladen | Villa                                                                    | Zwickauer Straße 48 (Karte)                             | 1895                                | Villa; baugeschichtlich von Bedeutung, repräsentatives Gründerzeitgebäude, Klinkerfassaden mit Fachwerkaufbauten, straßenbildprägender Turm, Innenausstattung nicht mehr vorhanden außer Eisentreppengeländer, außen gut erhalten mit wenigen Veränderungen, Klinkerbau, Fachwerk im Giebelbereich, Bauherr: Max Teichmann | 09243520 |

## Ehemalige Kulturdenkmale in Werdau (Stadt)
| Bild                                    | Bezeichnung     | Lage                             | Datierung                     | Beschreibung | ID       |
| --------------------------------------- | --------------- | -------------------------------- | ----------------------------- | --- | -------- |
| Direkt Bild zu diesem Denkmal hochladen | Wohnhaus        | Bahnhofstraße 4 (Karte)          | 1879 Umbau bez. 1919 Abriss ? | abgerissen (Datum unbek.) heute Parkplatz ehemaliges Wohnhaus als repräsentativer gründerzeitlicher Putzbau mit anspruchsvoller bauzeitlicher Ausstattung, prägender Fassadenumbau im Reformstil der Zeit um 1910, baugeschichtlich von Bedeutung, Putzfassade, bezeichnet: „1879 C. P. GLÜCKAUF!1919 A. P. GLÜCKAUF!“; Dreigeschossig, 5 × 4 Achsen, Putzfassade, 1879 erbaut, 1919 überformt – dabei auch neue Ausstattung im Inneren und Verandaanbau hofseitig, Qualitätvolle Putzfassade mit Putzstuckdekorationen von 1919, 1. Obergeschoss mit waagerechten Fensterverdachungen, Fensterbrüstungen mit Putzfeldern, Kranzgesims mit Würfelfries, Lisenengliederung, flaches Satteldach. Im Inneren noch gute Ausstattung von 1919, allerdings stärker geschädigt – im 1. Obergeschoss Parkett demontiert (2007). Ursprünglich vermutlich im Erdgeschoss Kontorräume, in beiden Obergeschoss großzügige Wohnungen mit gehobener Ausstattung mit Salons, modernen Bädern, Dienstbotenzimmern, gewendelte Treppe mit Terrazzostufen, Fenster Kastenfenster mit gesprossten Oberlichtern, Haustür zweiflüglig mit schmalem Oberlicht, im Hof drei große Garagen (eventuell ehemalige Spedition). | 09243144 |
| Direkt Bild zu diesem Denkmal hochladen | Gießereigebäude | Crimmitschauer Straße 36 (Karte) | 1880 - ?                      | (ehemals) Gießerei, heute um- und überbaut als Firmengelände, vormals einzeln stehender Klinker-Bau, ehemals erfasst unter Grünanger/Langenhessen, bau- und wirtschaftsgeschichtlicher Wert, unbek. ob Reste der vormaligen Baustruktur vorhanden sind | 09303298 |
| Weitere Bilder                          | Wohnhaus        | Markt 40 (Karte)                 | 1. Hälfte 19. Jh.             | (ehemals) Wohnhaus in Ecklage, mit Hintergebäude (angebaut an Vorderhaus); baugeschichtlich von Bedeutung, einfacher Putzbau mit Mansarddach, Zweigeschossiger Putzbau mit Mansarddach, mit nachträglichem Ladeneinbau, Einbruch von Schaufenstern im Erdgeschoss, Hinterhaus zweigeschossig, Fachwerk-Obergeschoss, Erdgeschoss massiv, Mansardwalmdach, altes Stichbogenportal erhalten, Abbruch genehmigt | 09243367 |
| Direkt Bild zu diesem Denkmal hochladen | Mietshaus       | Ziegelstraße 27 (Karte)          | bez. 1899                     | Mietshaus mit Gaststätte; (ehemals) Mietshaus in Ecklage, mit Gaststätte; baugeschichtlich und ortsgeschichtlich von Bedeutung, Gründerzeitgebäude mit Eckbetonung durch Erker, Putzfassade, Putzstuck, reicher verziert, Fensterüberdachungen (Anm.: lt. Karte nicht mehr vorhanden) | 09243493 |

## Tabellenlegende
- Bild: Bild des Kulturdenkmals, ggf. zusätzlich mit einem Link zu weiteren Fotos des Kulturdenkmals im Medienarchiv Wikimedia Commons. Wenn man auf das Kamerasymbol klickt, können Fotos zu Kulturdenkmalen aus dieser Liste hochgeladen werden:
- Bezeichnung: Denkmalgeschützte Objekte und ggf. Bauwerksname des Kulturdenkmals
- Lage: Straßenname und Hausnummer oder Flurstücknummer des Kulturdenkmals. Die Grundsortierung der Liste erfolgt nach dieser Adresse. Der Link (Karte) führt zu verschiedenen Kartendiensten mit der Position des Kulturdenkmals. Fehlt dieser Link, wurden die Koordinaten noch nicht eingetragen. Sind diese bekannt, können sie über ein Tool mit einer Kartenansicht einfach nachgetragen werden. In dieser Kartenansicht sind Kulturdenkmale ohne Koordinaten mit einem roten bzw. orangen Marker dargestellt und können durch Verschieben auf die richtige Position in der Karte mit Koordinaten versehen werden. Kulturdenkmale ohne Bild sind an einem blauen bzw. roten Marker erkennbar.
- Datierung: Baubeginn, Fertigstellung, Datum der Erstnennung oder grobe zeitliche Einordnung entsprechend des Eintrags in der sächsischen Denkmaldatenbank
- Beschreibung: Kurzcharakteristik des Kulturdenkmals entsprechend des Eintrags in der sächsischen Denkmaldatenbank, ggf. ergänzt durch die dort nur selten veröffentlichten Erfassungstexte oder zusätzliche Informationen
- ID: Vom Landesamt für Denkmalpflege Sachsen vergebene, das Kulturdenkmal eindeutig identifizierende Objekt-Nummer. Der Link führt zum PDF-Denkmaldokument des Landesamtes für Denkmalpflege Sachsen. Bei ehemaligen Kulturdenkmalen können die Objektnummern unbekannt sein und deshalb fehlen bzw. die Links von aus der Datenbank entfernten Objektnummern ins Leere führen. Ein ggf. vorhandenes Icon  führt zu den Angaben des Kulturdenkmals bei Wikidata.